# Municipio de Temixco
El municipio de Temixco es un municipio del estado de Morelos, en México. Forma parte de la Zona metropolitana de Cuernavaca. Cuenta con 122 263 habitantes, según el Censo de Población y Vivienda del INEGI de 2020, lo que lo convierte en el 4° municipio más poblado del estado.
Geográficamente se encuentra entre los paralelos 18°51′N 99°14′O / 18.850, -99.233 en la parte noroeste del estado. Con altitud entre 1000 y 1700 m.
Temixco se encuentra a 6 kilómetros de Cuernavaca y 85 kilómetros de la Ciudad de México.

## Toponimia

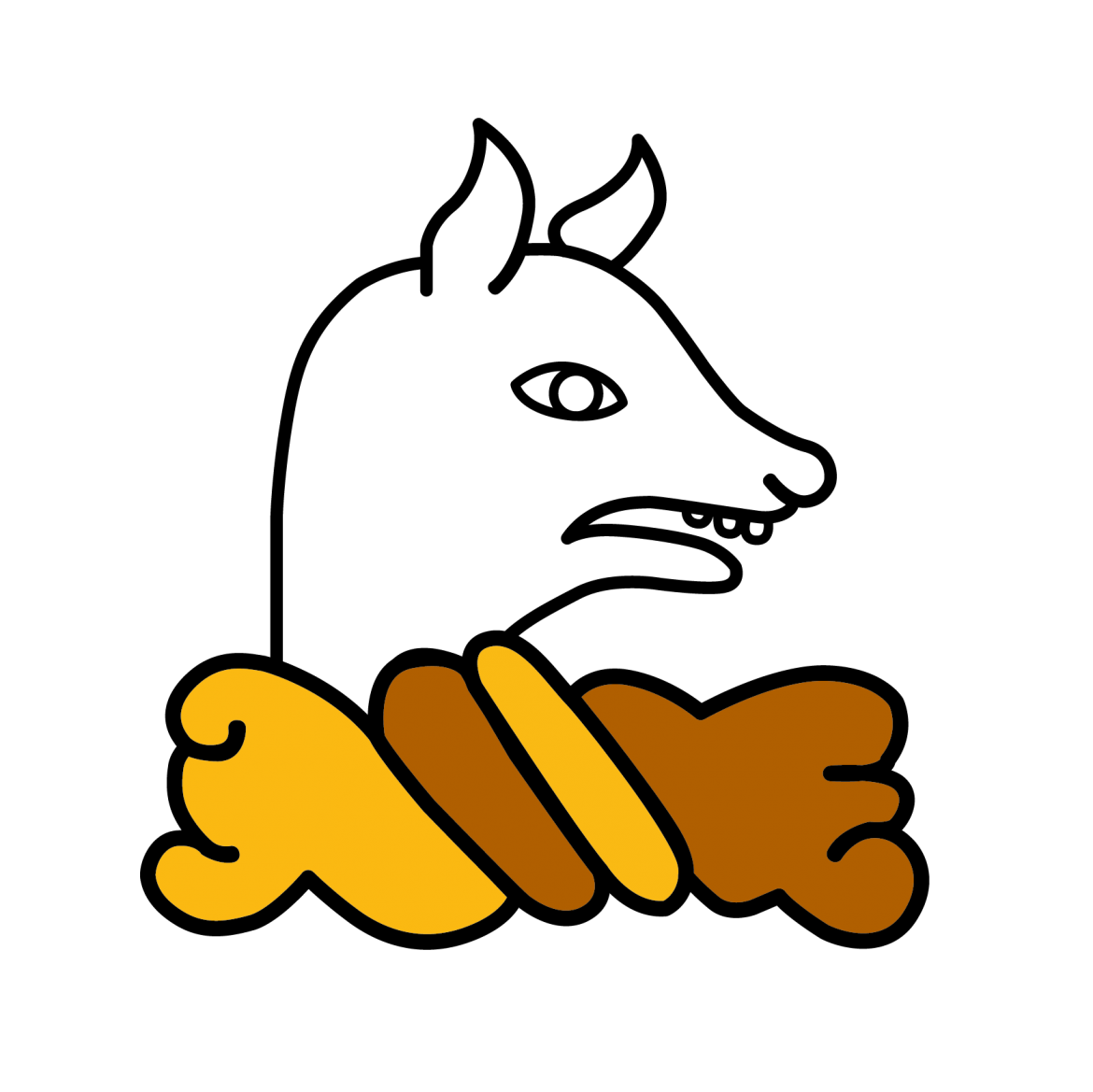
Escudo heráldico del municipio de Temixco.

«Temixco» (pronunciado /te.'mis.ko/. ant. «Temizco|Temisco») es un topónimo en náhuatl compuesto de los vocablos Te-tl, piedra; Mizton, gato, y de co, en, donde, lugar de; que significa: «Gato sobre piedra».
Otras interpretaciones sugieren que el significado puede ser "En el gato de piedra o donde está la piedra del gato".
Actualmente, el escudo heráldico del municipio, está formado de dos piezas, como lo es la cabeza de un gato ladeada sobre una piedra esculpida con tres franjas y es usado de manera oficial por las autoridades municipales, en documentos, ceremonias oficiales así como en monumentos de piedra partidos en el territorio municipal.

Al no existir una ley que lo regule, el escudo sufre modificaciones constantes, cada administración lo modifica para adecuarlo a la imagen gubernamental de su gobierno, cambiando colores, formas, sombras, siempre respetando los elementos principales.

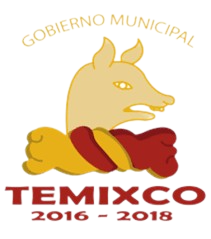
Escudo usado durante la administración municipal 2016 - 2018.
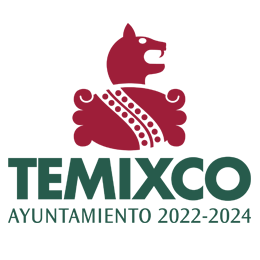
Escudo usado durante la administración municipal 2022 - 2024.

## Historia

### Época Prehispánica - Triple Alianza
Aproximadamente en el año 830 d. C., las siete tribus nahuatlacas: Xochimilcas, Chalcas, Tepanecas, Colhuas, Tlahuicas, Tlaxcaltecas y Nahuas, comenzaron a abandonar Aztlán. La quinta tribu de las siete, los tlahuicas, partió de un lugar conocido como Chicomóztoc, ubicado en el noroeste de México, y conocido como "las siete cuevas".
Después de llegar al Valle de México y no encontrar un lugar donde establecerse, se trasladaron al otro lado de las montañas del Ajusco, y así fundaron lo que hoy son Cuernavaca, Oaxtepec, Tepoztlán, Tetlama, Jiutepec, Yautepec, Xochitepec y Yecapixtla, formando los señoríos de Cuauhnáhuac y Huaxtepec.
De acuerdo con el Códice Mendocino o Códice Mendoza, los señoríos de Cuauhnáhuac y Huaxtepec(que comprendían un total de 40 pueblos) estaban inscritos en la matrícula de tributos del Imperio Azteca. No obstante, solo los pueblos de Acatlipa y Cuentepec, que formaban parte del señorío de Cuauhnáhuac, se encontraban en lo que hoy es el territorio de Temixco.

### Conquista
La llegada de los españoles a México tuvo lugar en 1519. Durante su conquista, Hernán Cortés y su ejército conquistaron las regiones de Huaxtepec y Cuauhnáhuac en la región de Morelos, según se menciona en el "Códice Municipal de Cuernavaca". El 13 de abril de 1521, el señorío de Cuauhnáhuacfue conquistado, lo que significó el sometimiento de los pueblos de Acatlipa y Cuentepec que pertenecían a este señorío y marcó el comienzo de la época colonial en la región.

### Colonia - Época virreinal
La Real Cédula expedida por Carlos V en Barcelona el 6 de julio de 1529 otorgó a Hernán Cortés el título de Márques del Valle de Oaxaca, junto con 22 villas y 25 mil vasallos. El territorio del marquesado incluía desde Coyoacán hasta gran parte del estado de Morelos. En ese momento, los poblados de Acatlipa, San Agustín Tetlama y San Sebastián Cuentepec ya existían en lo que hoy es el territorio de Temixco.

#### Hacienda de Temixco
Durante el siglo XVI, Martín Cortés Zúñiga, hijo de Hernán Cortés, mandó construir una hacienda. Los primeros trabajos comenzaron el 29 de julio de 1617, cuando se otorgó una merced a Don Francisco Barbero en Copaltepeque, cuyos límites abarcaban 1,755 hectáreas. Posteriormente, se fueron agregando otras tierras que fueron adquiridas por distintos dueños a los indígenas.
La Hacienda de Temixco fue construida con la intención de aprovechar los recursos naturales de la región. Se encontraba dentro del Marquesado del Valle de Oaxaca, que tenía un clima cálido y templado y una hidrografía adecuada para el cultivo de productos como el maíz, el sorgo, el arroz, el frijol y la caña de azúcar. Además, también se producía azúcar y alcohol.
En el siglo XVI, las tierras de Acatlipa fueron adquiridas para ampliar la hacienda. Los habitantes de este pueblo solicitaron permiso del virrey para vender aproximadamente una caballería de tierras de riego en 1610, apelando a "tener necesidad". La venta se llevó a cabo el 10 de febrero de 1610, cuando el capitán Gaspar Yáñez Osorio las compró y las vendió posteriormente al cacique de Cuernavaca, Toribio de San Martín Cortés. La extensión de tierra fue medida con la técnica tradicional indígena en nueve "Zontlis".
En 1617, se instalaron las primeras estructuras de la hacienda, que consistían en un trapiche. A principios del siglo XVIII, debido a su extensión territorial y la presencia de pequeños trapiches como "Rivas", "Tomalaca" y "San José", que se alquilaban a industriales menos importantes, se convirtió en un ingenio. Finalmente, la hacienda adquirió el nombre de "Nuestra Señora de la Concepción".
En 1715, Fray Simón Roa, comisario del Santo Oficio de Cuernavaca, entregó la hacienda de Temixco a Miguel de Zia en un remate. Sin embargo, en 1719, los vecinos de los pueblos de Xochitepec y Alpuyeca se quejaron contra Miguel de Zia por el despojo de dos sitios de estancia para ganado menor. A pesar de esto, Miguel de Zia se afianzó en la propiedad y alegó en contra de la reclamación de los vecinos, lo que resultó en que Xochitepec nunca recuperó esas tierras.
En 1747, la hacienda de Temixco sufrió una lucha cuando los indígenas de Alpuyeca se rebelaron contra su dueño debido al despojo de sus tierras. Con el apoyo del Tribunal del Santo Oficio, el dueño de la hacienda obtuvo del Comisario de la Inquisición de Cuernavaca, Fray Miguel de Nava, que se capturara a los rebeldes de Alpuyeca y que se abriera una investigación en Cuernavaca para determinar quienes habían incitado la rebelión contra el dueño de la hacienda de Temixco.
Don Francisco Barbero, encomendero de Cortés, transformó la hacienda en uno de los ingenios azucareros más importantes de la colonia. Además, también destacó en la cría de ganado vacuno, bovino, porcino, caballar y en la explotación de maderas que eran almacenadas y posteriormente distribuidas por toda la Nueva España.
Posteriormente, la hacienda de Temixco fue adquirida y administrada por Don Gabriel Joaquín de Yermo y de la Barcena. En 1808, para celebrar el cumpleaños de su esposa María Josefa de Yermo, Don Gabriel dio libertad a 200 esclavos negros que pertenecían a la hacienda. Esta acción es una de las razones por las cuales los negros no participaron en el Movimiento de Independencia de 1810, ya que estuvieron del lado de aquellos que defendían la pertenencia a España. Después de su muerte en 1813, su esposa heredó la hacienda de Temixco y San Gabriel.

### Independencia de México
Durante el estallido del movimiento de independencia, Gabriel Joaquín de Yermo y de la Barcena convirtió la hacienda de Temixco en un arsenal y centro de aprovisionamiento militar, convirtiéndose en uno de los principales focos de resistencia realista y defensores de la monarquía.

### México Independiente
Después de lograda la independencia, el 1 de febrero de 1824, se proclamó al Estado de México como una entidad libre y soberana. Ese mismo año, se instaló el Primer Congreso del Estado el 2 de marzo, y el actual territorio de Morelos formó parte de él con el nombre de "Distrito de Cuernavaca". Este distrito estaba compuesto por tres partidos de cabecera: Cuernavaca, Cuautla y Jonacatepec.
La hacienda de Temixco tenía la misma categoría y se encontraba dentro del municipio de Xochitepec, que a su vez formaba parte de la jurisdicción del Partido y Distrito de Cuernavaca.
Después de la triunfante República en México y del regreso del gobierno de Benito Juárez a la capital en 1867, hubo un cambio político exclusivo en Morelos. Juárez, en su papel de Presidente de la República, promulgó el Decreto el 17 de abril de 1869, que creó el Estado de la Federación de Morelos a partir de la porción del territorio del Estado de México compuesta por los distritos de Cuernavaca, Cuautla, Jonacatepec, Tetecala y Yautepec, que formaron el Tercer Distrito Militar creado en 1862.
Con la creación del Estado de Morelos, la hacienda de Temixco continuó con la misma categoría y pasó a la jurisdicción del Distrito y Municipio de Cuernavaca.

### Revolución Mexicana
Durante la Revolución Mexicana, la Hacienda se convirtió en un punto estratégico y fue tomada alternativamente por las tropas de Emiliano Zapata y las federales. Ambos ejércitos la utilizaron como fortaleza y almacén de armas.
El 26 de mayo de 1914, la hacienda fue tomada definitivamente por las fuerzas zapatistas, que estaban constantemente nutridas por elementos de guerra capturados en Jojutla, Zacatepec y San Miguel Treinta, con el objetivo de tomar Cuernavaca. Debido a las múltiples batallas, gran parte de la hacienda quedó en ruinas en este periodo.
A principios de junio de 1914, las fuerzas revolucionarias zapatistas tomaron la plaza de Cuernavaca, que estaba en manos de las fuerzas federales del general Pedro Ojeda. La operación fue liderada por los jefes zapatistas más destacados de Morelos y sus respectivas tropas.
Después de más de 70 días, los federales finalmente rompieron el sitio el 13 de agosto de 1914, con fuertes pérdidas. Los revolucionarios, que estaban al sur, ofrecieron la mayor resistencia posible antes de replegarse, pero finalmente los federales abrieron paso y salieron de Cuernavaca bajando por Chipitlán rumbo a Temixco. Durante este viaje, los federales perdieron su artillería y municiones, que cayeron en manos de los atacantes.
Cuando los zapatistas ocuparon la Ciudad de México, Manuel Palafox, uno de los secretarios de Zapata, asumió la Cartera de Agricultura y Colonización en 1915. En su cargo, confiscó todos los ingenios y destilerías de alcohol que se encontraban en completa ruina, incluyendo Temixco. Uno de estos ingenios volvió a funcionar como empresa pública manejada por el General Genovevo de la O.

### Primera mitad delsigloXX- Fundación del municipio libre de Temixco
A finales de 1920, los vecinos y habitantes de Real de Temixco solicitaron al Gobernador Provisional que reconociera a Temixco con una categoría política. Como resultado, por medio del Decreto número 32, el poblado conocido como Real de Temixco (Temixco Centro) fue elevado a la categoría de "Congregación", que en ese momento formaba parte del municipio de Cuernavaca.
Este rango tuvo una importancia especial ya que los vecinos de la "Congregación" recibieron la posesión de tierras por resolución provisional el 18 de diciembre, concedidas por el gobernador del Estado en turno, el Doctor José G. Parrés.
Finalmente, el 8 de mayo de 1924, durante el mandato del Presidente de la República, General Álvaro Obregón, se confirmó la resolución sobre la dotación de ejidos, reafirmando la resolución provisional mencionada anteriormente.
Según la Constitución Política del Estado de Morelos, fechada en 20 de noviembre de 1930, y la Ley de División Territorial del Estado del 7 de febrero de 1932, el pueblo de Temixco pertenecía a la jurisdicción del municipio de Cuernavaca. Sin embargo, en el mismo año, la ley fue modificada, por lo que Temixco pasó a formar parte de la jurisdicción del municipio de Jiutepec.

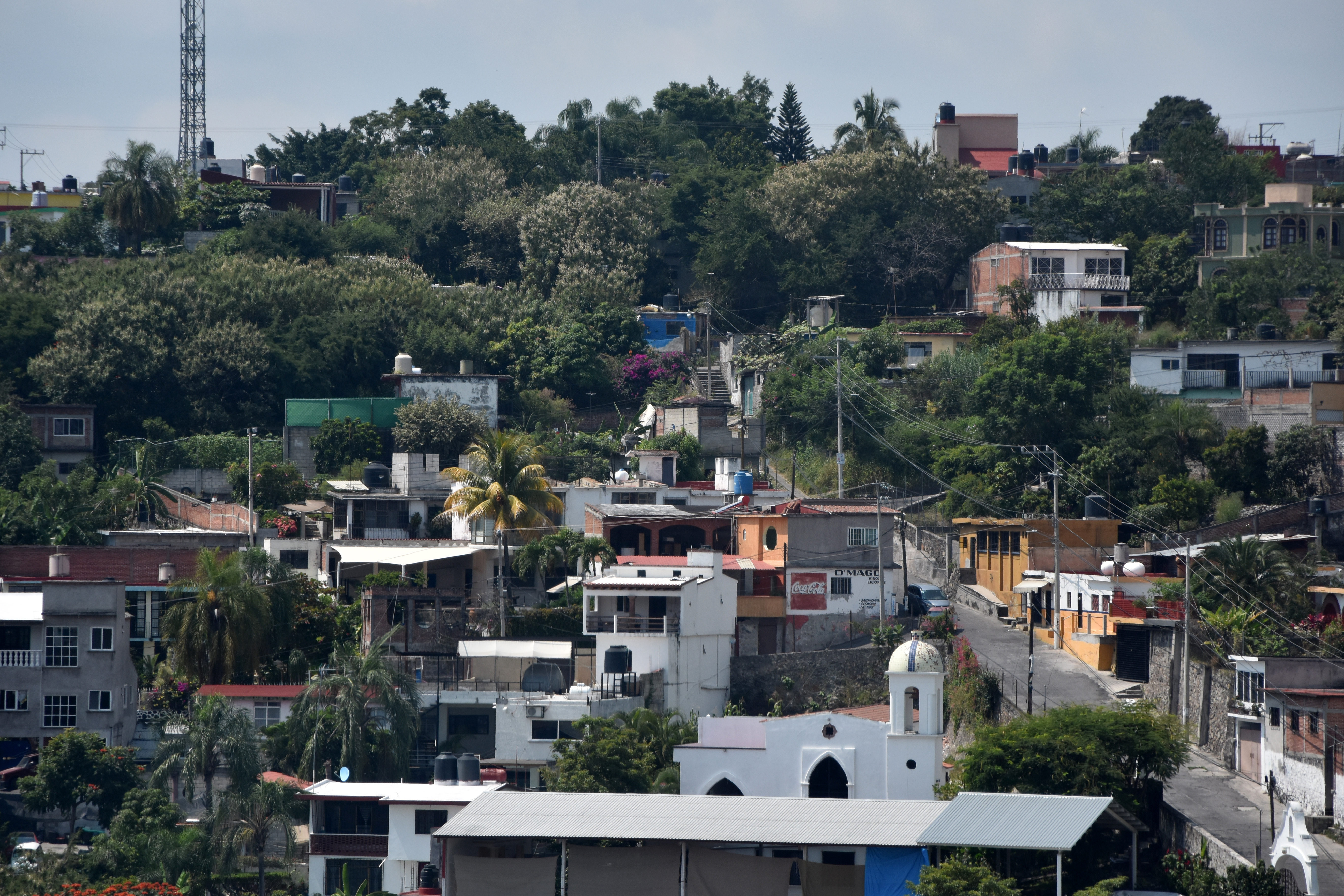
La colonia Alta Palmira desde la Autopista del Sol

En febrero de 1933, los habitantes de los poblados de Temixco, Acatlipa, Cuentepec y Tetlama, solicitaron por escrito la creación de un nuevo municipio con jurisdicción en estos poblados, estableciendo Temixco como cabecera municipal. 
El 3 de marzo de 1933, se promulgó el decreto N.º 66, estableciendo la creación del municipio libre de Temixco, con Temixco como cabecera y con jurisdicción en los poblados de Acatlipa, Cuentepec, Tetlama y Temixco. Siendo Gobernador constitucional del Estado el C. Vicente Estrada Cajigal, Secretario de Gobierno el Dip. Luis G. Campos y como Presidente del H. Congreso el Dip. Joaquín Pineda.
El primer Consejo Municipal de 1933 estuvo integrado por los siguientes miembros:
- Nicolás Sánchez Díaz como Presidente
- Abundio Caspeta como Síndico Municipal
- Cliserio Pacheco como Regidor
- Emiliano Saldaña como Secretario

El 8 de diciembre de 1935, se fundó el poblado de Pueblo Nuevo del Puente (hoy Alta Palmira) como parte de este municipio.

### Segunda Guerra Mundial
Tras los ataques del Ejército Imperial Japonés contra la base naval estadounidense de Pearl Harbor en diciembre de 1941, después de la reunión de cancilleres en Río de Janeiro, el gobierno de Manuel Ávila Camacho tomó la decisión de aislar a aquellos considerados ciudadanos peligrosos, es decir, aquellos con ciudadanía de algún país del Eje, incluyendo alemanes, japoneses e italianos.
En agosto de 1942, el Departamento de Investigación Política y Social (DIPS), hoy conocido como el Centro Nacional de Inteligencia (CNI), envió un oficio al entonces gobernador del Estado de Morelos, Jesús Castillo López, instruyéndole que preparara las 14 hectáreas de la hacienda de Temixco como un campo de concentración para algunas familias japonesas que vivían en la región.
Los encargados de la hacienda serían Sanshiro Matsumoto, Alberto Yoshida y Takugoro Shibayama, quien sería el administrador de la hacienda.
Contrariamente a lo que se cree comúnmente, este campo de concentración no era un lugar de exterminio ni de trabajo forzado. Sin embargo, los internos eran objeto de una estricta vigilancia.
Los internos construyeron casas de madera, cultivaron hortalizas y arroz para su propio consumo. Algunos niños de estas familias japonesas nacieron en el campo y tenían ciertas libertades, como la de asistir a la escuela y salir para realizar compras. Sin embargo, tenían un horario riguroso de entrada y salida que debían respetar. Se tiene constancia de que Enrique Shibayama asistió a la escuela secundaria en Cuernavaca.
En febrero de 1943, Alberto Yoshida y el administrador de la hacienda Takugoro Shibayama informaron al Departamento de Investigación Política y Social (DIPS) sobre la situación de los internos en la hacienda. Según el informe, 80 de ellos trabajaban mientras que 30 se negaban a hacerlo debido a que no recibían un salario por sus trabajos y debían pagar por sus insumos y comida. Tras recibir el informe, el secretario de gobernación Miguel Alemán Valdés tomó medidas y los internos que se negaban a trabajar fueron enviados a la estación migratoria de Perote (Veracruz).
En octubre de 1945, después de que terminara la guerra, el Departamento de Investigación Política y Social (DIPS) notificó que a partir de ese momento los internos podían moverse con libertad y regresar a sus antiguas viviendas. Algunas de las personas que decidieron quedarse en Temixco fueron la familia Hiromoto, los Yo-shino y los Tominaga.

### Segunda mitad delsigloXX
Después de la guerra, la Hacienda de Temixco se convirtió en una procesadora y molino de arroz y se posicionó entre los primeros en el estado.
En 1956, el poblado de Pueblo Viejo, que pertenecía al municipio de Cuernavaca, solicitó cambiar de municipio argumentando que la cabecera principal estaba demasiado alejada geográficamente. Entonces, el Congreso del Estado publicó un decreto que segregó a Pueblo Viejo del municipio de Cuernavaca y lo anexó al de Temixco.
En 1968, la Hacienda de Temixco comenzó a funcionar como un centro turístico y recreativo con el nombre de "Balneario Ex Hacienda de Temixco".
En la década de 1970, debido al aumento de la población y a la inmigración de personas de otros estados, como Guerrero, Puebla, Michoacán y el Estado de México, se fundaron varias colonias, Lomas de Guadalupe, 10 de abril, La Azteca, entre otras.

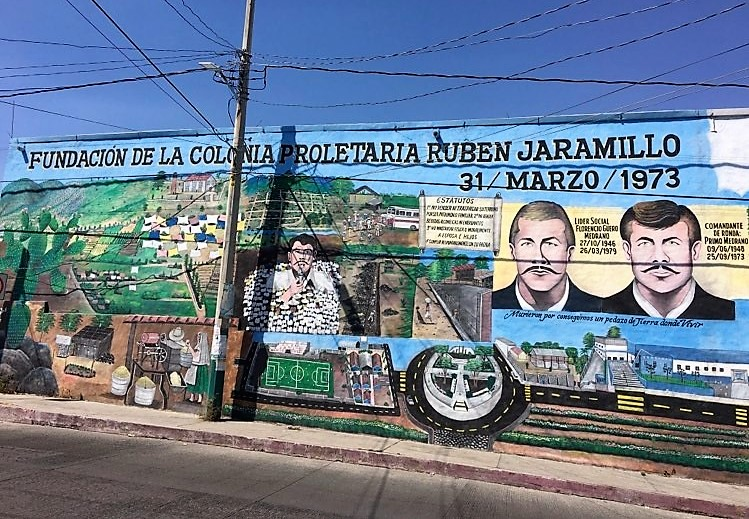
Mural sobre la Fundación de la Colonia Proletaria Rubén Jaramillo, Temixco, Morelos.

La noche del 30 de marzo de 1973, comenzó la invasión del antiguo Fraccionamiento Villa de las Flores. Decenas de personas necesitadas de tierra, compuestas en su mayoría por obreros, campesinos y empleados, llegaron al lugar y comenzaron a construir sus viviendas con materiales improvisados, como láminas de cartón y otros desperdicios. La invasión superó las 84 hectáreas de tierra.
El autor intelectual y material de la invasión fue el guerrerense Florencio Medrano Maderos, quien, en una asamblea general del Fraccionamiento Villa de las Flores, fue elegido como presidente del comité de lucha, con Andrés Ortiz como secretario y Santana Antúnez como tesorero.
El comité de lucha recibió apoyo y asesoramiento jurídico y político de estudiantes de medicina, arquitectura, ingeniería y derecho de universidades de Puebla, Michoacán, Guerrero, Distrito Federal y Morelos.
El gobernador de Morelos en ese entonces, el Ing. Felipe Rivera Crespo, propietario del Fraccionamiento Villa de las Flores, solicitó a los invasores que solo pagaran la cantidad de 7 millones de viejos pesos que debían a catastro y otras instituciones. Los colonos aceptaron y realizaron los pagos en abonos, hasta que el gobierno del estado canceló parte de la deuda.
En abril de 1988, abrió sus puertas el Aeropuerto Internacional General Mariano Matamoros bajo el control del Estado de Morelos, en 1992, este control fue transferido a la federación mediante el organismo Aeropuertos y Servicios Auxiliares.
El 7 de marzo de 1990, con el presidente municipal Roberto Olivares Mariaca en el cargo, el pueblo de Temixco fue elevado a la categoría de ciudad.

### México contemporáneo -SigloXXI
El 9 de junio de 2004 se publicó en el Periódico Oficial "Tierra y Libertad" el decreto que autorizaba la creación de "Aeropuerto de Cuernavaca S. A. de C. V.", una empresa de participación estatal mayoritaria, con el objetivo de obtener la concesión para operar la terminal aérea.
El 11 de febrero de 2008, la Secretaría de Comunicaciones y Transportes otorgó a una empresa el título de concesión para la operación de un aeropuerto.
El 1 de enero de 2009, se publicó un decreto presidencial que ordenaba la internacionalización de este aeródromo civil, lo que dio inicio a los trabajos de modernización.
El 30 de abril de 2009, Aeropuertos y Servicios Auxiliares (ASA) otorgó la administración del Aeropuerto Internacional Mariano Matamoros, también conocido como Aeropuerto de Cuernavaca, a Aeropuerto de Cuernavaca S.A. de C.V.

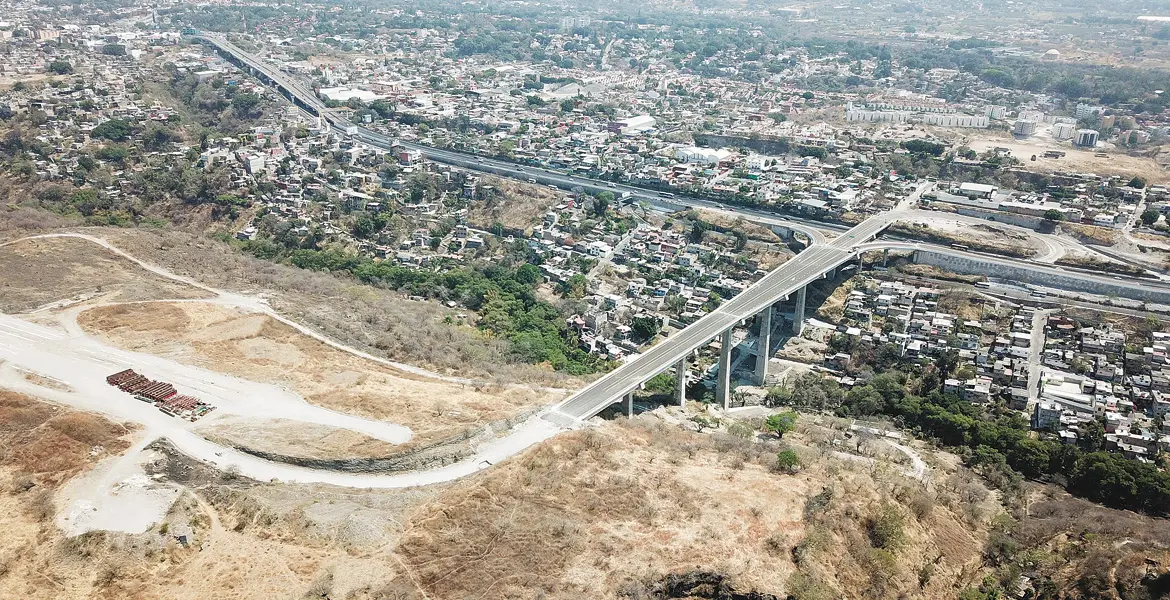
Puente Apatlaco

En 2012, inició la construcción del "Puente Apatlaco" que conectaría a la Carretera Federal Mexicana 95D con el Aeropuerto de Cuernavaca en Temixco y finalizó en noviembre de ese año. En noviembre de 2018, el director de la Secretaria de Comunicaciones y Transportes en Morelos dio este proyecto por conluido, sin embargo, este puente no tenía una conexión real con Temixco o algún otro poblado, quedando abandonado.
El 2 de enero de 2016, la alcaldesa Gisela Mota Ocampo fue asesinada fuera de su domicilio en la colonia Lomas del Carril, pocos días después de haber iniciado su mandato tras ganar las elecciones municipales de 2015. Irma Camacho García, fue designada como su reemplazo y ratificada el 18 de enero de 2018 por el Tribunal Electoral del Poder Judicial de la Federación para asumir la responsabilidad de la Presidencia Municipal de Temixco por el tiempo restante de la administración. Sin embargo, después de someterse a una cirugía de columna vertebral, su salud se vio gravemente afectada y murió el 18 de julio de 2017.

#### COVID-19
Morelos registró su primer caso de infección durante la pandemia de COVID-19 en México a mediados de marzo, alrededor del mismo tiempo que México entró en la Fase 2 de la pandemia y se cerraron las escuelas. En Temixco la Guardia Nacional fue requerida para ayudar en el cierre de las piscinas en condominios.
Al 27 de diciembre de 2020 en el municipio se habían notificado 393 casos.
Tras la vacunación de los trabajadores de la salud, el 17 de febrero, Temixco se convirtió en el primer municipio de Morelos en vacunar a las personas de la tercera edad (mayores de 60 años) con 15,170 dosis de Vacuna de Oxford-AstraZeneca contra la COVID-19.

### México postpandemia
El 29 de enero de 2023, durante una visita del presidente de México en turno, Andrés Manuel López Obrador, al municipio de Temixco, anunció que en mayo de ese año comenzaría la urbanización de un fraccionamiento con el fin de darle utilidad al Puente Apatlaco, también conocido como "Puente fantasma". Este puente solo tiene conexión con la Autopista del Sol, pero no con alguna población específica. Se estima que se construirán al menos 2,100 departamentos.

## Personajes ilustres

#### Gabriel Joaquín de Yermo

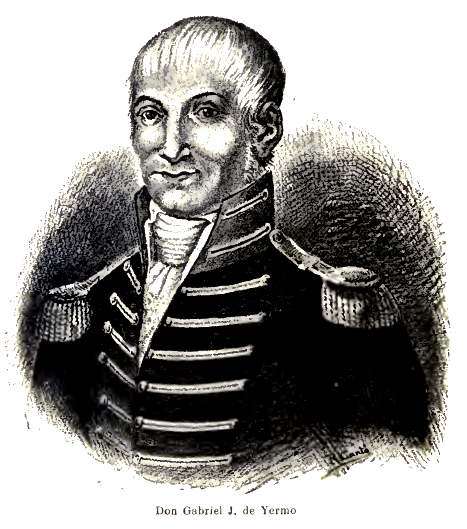
Gabriel Joaquín de Yermo

Gabriel Joaquín de Yermo fue un español que vivió en el siglo XVIII. Era propietario de la hacienda de Temixco y es conocido por haber dado libertad a 200 esclavos de su hacienda en 1757.

#### Nicolás Sánchez Díaz
Nicolás Sánchez Díaz fue un vecino del municipio que trabajó con otros para gestionar el reparto de ejidos y la creación del municipio. Fue el primer presidente del Consejo Municipal del H. Ayuntamiento y posteriormente ocupó el cargo de presidente municipal.

#### Rufino Linares Chávez
Rufino Linares Chávez fue el primer Presidente Constitucional Municipal en la creación del municipio junto con Nicolás Sánchez y otros vecinos. Él y su equipo gestionaron los trámites necesarios para la creación del municipio. Veinticinco años después, volvió a ser elegido como Presidente Municipal.

#### Isidoro Jarillo Horcasitas
Isidoro Jarillo Horcasitas fue presidente municipal. Durante su mandato, trabajó junto con un comité de vecinos, incluyendo a Juan Maldonado S. y Manuel Jiménez, para gestionar la construcción del primer pozo de agua potable en el manantial del Texcal y la primera red hidráulica de la cabecera municipal. En su trienio, también se logró la construcción de la primera presidencia municipal y la cárcel del pueblo. La escuela al aire libre se trasladó a las espaldas del edificio de la presidencia municipal, lo que hoy es el auditorio municipal.

#### Sr. Capitán 1/o de Caballería y Profesor Guillermo Eloy Villegas Castillo
Guillermo Eloy Villegas Castillo fue el auténtico fundador de la primera Escuela Primaria Rural de Temixco en 1936. La escuela funcionaba bajo una bugambilia y los primeros once alumnos se sentaban en piedras. Las clases eran de forma oral ya que no había pizarrón, gises, borradores ni cuadernos en el lugar. Con el tiempo, la escuela se mudó al patio interior de la Presidencia Municipal con sillas proporcionadas por los padres de familia y un pizarrón y accesorios donados por Vicente Estrada Cajigal. Villegas Castillo fue auxiliado por las profesoras de la Normal Rural Altagracia Sánchez, Elvira Villegas Muñoz y Josefina Vélez de Álvarez. Este equipo de trabajo educativo también fundó la Escuela Primaria Rural de Tetela del Monte y la Escuela Felipe Neri en Gualupita.

#### Ezequiel Campos Pimentel
Ezequiel Campos Pimentel fue un abogado y magistrado del Tribunal Superior de Justicia del Estado en 1964. Nació el 17 de mayo de 1933 y falleció en la Ciudad de México el 15 de marzo de 1985.

#### Carlota Ortiz Giles
Carlota Ortiz Giles fue una profesora y fundadora de escuelas educativas en los municipios de Temixco y Cuernavaca. Además, participó en obras públicas realizadas en Temixco. Nació en 1928 y falleció en 1991.

## Medio físico

### Marco geográfica y Límites Territoriales
Se ubica en la parte noroeste del Estado, en las coordenadas 18°50′ de latitud norte y los 99°13′ de longitud oeste del meridiano de Greenwich, se encuentra a una altitud de 1238 msnm. Limita al norte con el municipio de Cuernavaca, al sur con los municipios de Miacatlán y Xochitepec, al noreste con los municipios de Emiliano Zapata y Jiutepec, al este con el municipio de Xochitepec, al oeste con el municipio de Miacatlán, y al noroeste con el municipio de Cuernavaca. Su distancia aproximada a la capital del estado es de 10 km.
Temixco es uno de los 36 municipios que componen el estado de Morelos. Se encuentra en el puesto número 18 en términos de antigüedad y forma parte de la Jurisdicción Sanitaria Número 1 en términos de organización sanitaria.
Cada colonia está representada ante el H. Ayuntamiento por una autoridad auxiliar, ya sea un Ayudante Municipal, un Delegado o un Presidente Comunitario. Estas autoridades trabajan en apoyo a las actividades del Ayuntamiento y se convierten en representantes de las problemáticas que existen en sus colonias, así como en gestores de su solución.

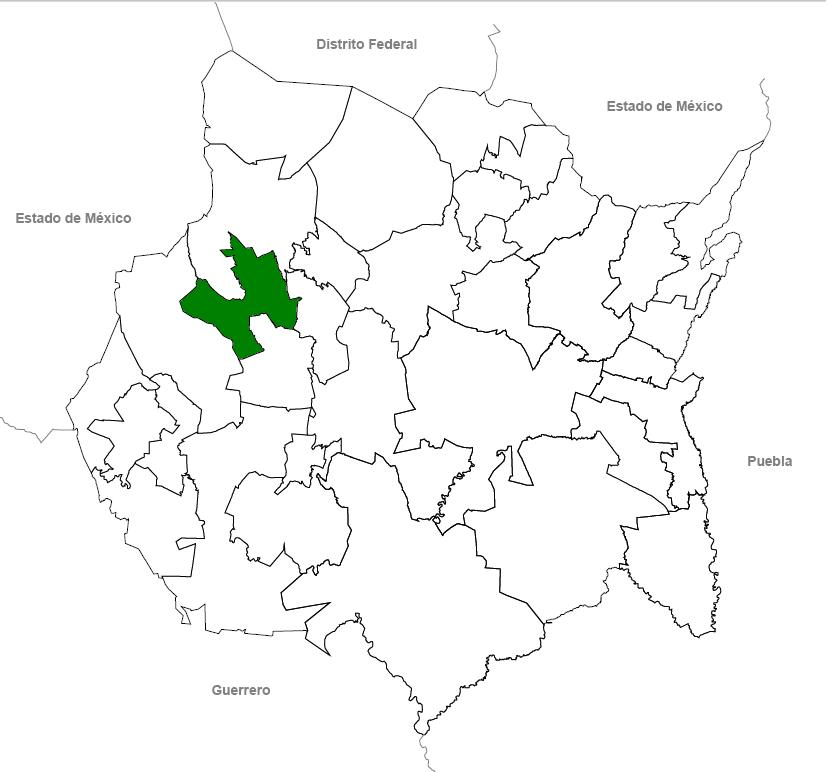
Ubicación de Temixco en el estado de Morelos

### Extensión
Temixco tiene una superficie de 102,8 km², lo que representa el 2,1% del territorio estatal. Es el 17.° lugar en términos de extensión territorial dentro del estado de Morelos.
Cuenta con una superficie de 13 262 hectáreas dedicadas principalmente a uso agrícola. Los cultivos más comunes en la zona son el arroz, maíz, caña de azúcar y rosa. Además, 5676 hectáreas son destinadas a uso pecuario y 5 hectáreas para uso industrial.
En cuanto a la tenencia de la tierra, se puede distinguir entre 2651 hectáreas bajo propiedad ejidal, 2900 hectáreas bajo propiedad comunal y 1515 hectáreas bajo propiedad privada. La vivienda en la localidad suele ser de tipo fijo y de propiedad privada, con pisos y paredes de tabique, piedra y cemento.
Existen asentamientos irregulares en los que los residentes viven en condiciones precarias, sin acceso a servicios básicos y en viviendas construidas con materiales como madera, lámina de cartón o asbesto. En los últimos seis años, se ha observado un aumento significativo en el número de unidades habitacionales, lo que ha generado una mayor demanda de servicios públicos municipales.

### Orografía
El municipio de Temixco se encuentra en la provincia del Eje Neovolcánico, conocida como los Lagos y Volcanes de Anáhuac. La región cuenta con varios cerros importantes, tales como el Cerro del Aire, Ajuchitlán, La Culebra y Colotepec, que tienen altitudes que van desde los 1.200 hasta los 2.300 metros sobre el nivel del mar.
El municipio presenta tres formas distintas de relieve: zonas accidentadas, compuestas por barrancas; zonas semiplanas, formadas por tierras aptas para la agricultura; y zonas planas, representadas por las áreas urbanas.

### Hidrografía

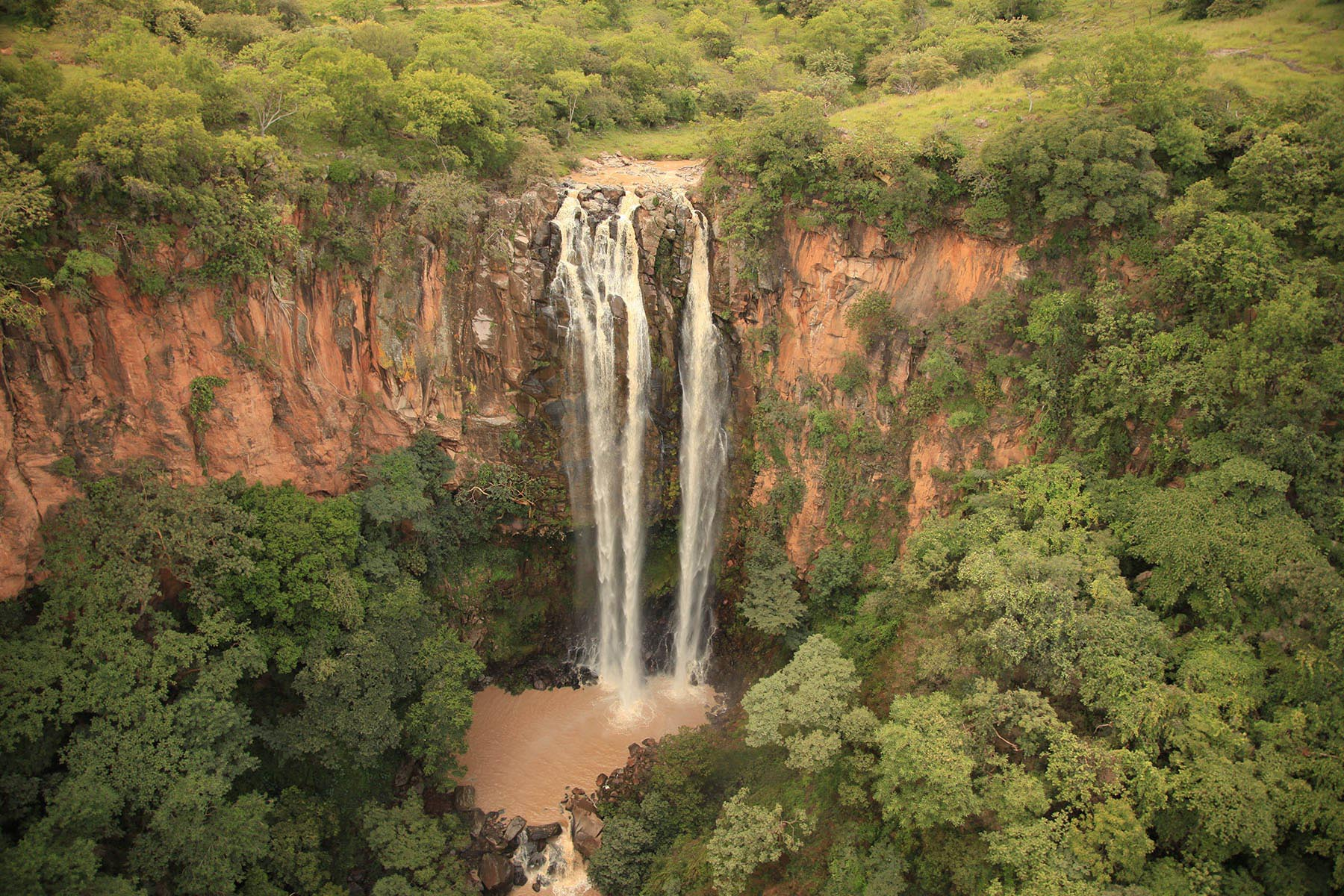
Cascada Cuentepec vista aérea

El municipio de Temixco, cuenta con una amplia red de escurrimientos y cauces que fluyen de norte a sur. Estos cuerpos de agua se originan en el municipio vecino de Cuernavaca y alimentan el río Aplataco, que recibe las aguas de la Barranca de Pilcaya.
Además, en la colonia Alta Palmira, pasa una corriente conocida como Pilapeña, mientras que en la localidad de Pueblo Viejo fluyen las corrientes conocidas como Panocheras. Al oeste, se encuentra el río Toto o Atengo, que pasa por el pueblo de Tetlama y Cuentepec, con dirección hacia el oeste del estado.
Entre los ríos que se encuentran en este municipio se encuentran el Atengo, Del Pollo, Panocheras y Tembembe. Por otro lado, las barrancas que se encuentran en Temixco son la Bedolla, Colorada, del Limón, Pilapeña y Seca.
El servicio de abastecimiento de agua en el municipio es de 97,7%, lo que significa que 20 364 hogares cuentan con tomas intradomiciliarias de agua potable, que se proveen de 16 pozos profundos y un manantial, y son operados por el Sistema de Agua Potable Municipal y la Dirección General de Agua Potable y Saneamiento.
De esta cobertura, el 65,3% de las viviendas tienen agua entubada, el 98,9% cuentan con drenaje, el 99,2% tienen servicios sanitarios, el 746% cuentan con al menos un tinaco y el 51,9% tienen una cisterna o aljibe.

### Clima
El municipio cuenta con tres zonas climatológicas: templada, subhúmeda y semicálida. La zona templada presenta una temperatura media de 18 a 21 °C, la subhúmeda presenta una temperatura media de 21° a 24 °C y la semicálida presenta una temperatura media de 24° a 26 °C. La temporada de lluvia es cálida y nublada, mientras que la temporada seca es muy cálida y parcialmente nublada. Durante el año, la temperatura varía generalmente entre 11 °C y 32 °C, y raramente baja a menos de 8 °C o sube a más de 35 °C.
La precipitación pluvial en la cota de 1900 msnm es de 1200 mm anuales, mientras que entre las cotas 1900 y 500, la precipitación pluvial anual es de 1000 mm. Los vientos dominantes vienen del noroeste hacia el suroeste con una velocidad promedio. El período de lluvias va desde junio hasta octubre.
El municipio se encuentra en el área climática A(w), la cual es caracterizada por ser cálida, con baja humedad y precipitaciones en verano. La descripción detallada de este clima es posible gracias a la estación meteorológica de Temixco.
La Estación Temixco (1280 msnm) presenta el clima A(w), el cual es cálido con una temperatura media anual de 22,9 °C y temperaturas mensuales mínimas de 20.5 °C en enero y diciembre y máximas de 26,0 °C en mayo. Además, el clima es subhúmedo con una relación precipitación/temperatura de 39,6 y las precipitaciones en verano representan el 57,7% de la media anual (910.7 mm), siendo escasas en invierno con el 2,2% de la media anual. La oscilación térmica es baja con 5,5 °C y la evolución de las temperaturas medias mensuales es tipo Ganges, con la máxima antes de junio en mayo con 26,0 °C. Además, existe una sequía interestival en la que la precipitación media mensual desciende de julio (junio 195,7 mm, julio 166.4 mm y agosto 178,8 mm). La precipitación durante el semestre húmedo, de mayo a octubre, es de 857,3 mm, representando el 94,1% de la media anual.
La precipitación en este clima es considerada como "3C" Climas Mesotérmicos o templados, lo que significa que las tierras poseen humedad adecuada para una cosecha anual.

### Principales ecosistemas

#### Flora
El municipio de Temixco, en México, es caracterizado por un clima cálido y una vegetación predominantemente compuesta por selva baja caducifolia. Esta selva está compuesta de diferentes clases de vegetación, incluyendo árboles ornamentales como la laurisilva, el lirio, la bugambilia y las rosas, así como plantas medicinales como la albahaca, el epazote, la ruda y el ajenjo. Además, también hay una variedad de hortalizas, incluyendo arroz, pepino, jitomate, maíz, frijol y calabaza, y frutales, como limón, níspero y nanche. Otros tipos de vegetación incluyen el nopal, el maguey, el ahuehuete, la jacaranda, el cazahuate, la ceiba y el tabachín.
En las zonas no urbanizadas y silvestres, especialmente en los cerros y barrancas, se pueden encontrar palmas, guaje cirial, guaje común, huamúchil, mezquite y huizache, así como algunas plantas medicinales, como el coachalalate. Además, también se encuentran frutales típicos de la región, como ciruela, guayaba, tamarindo y arrayán.

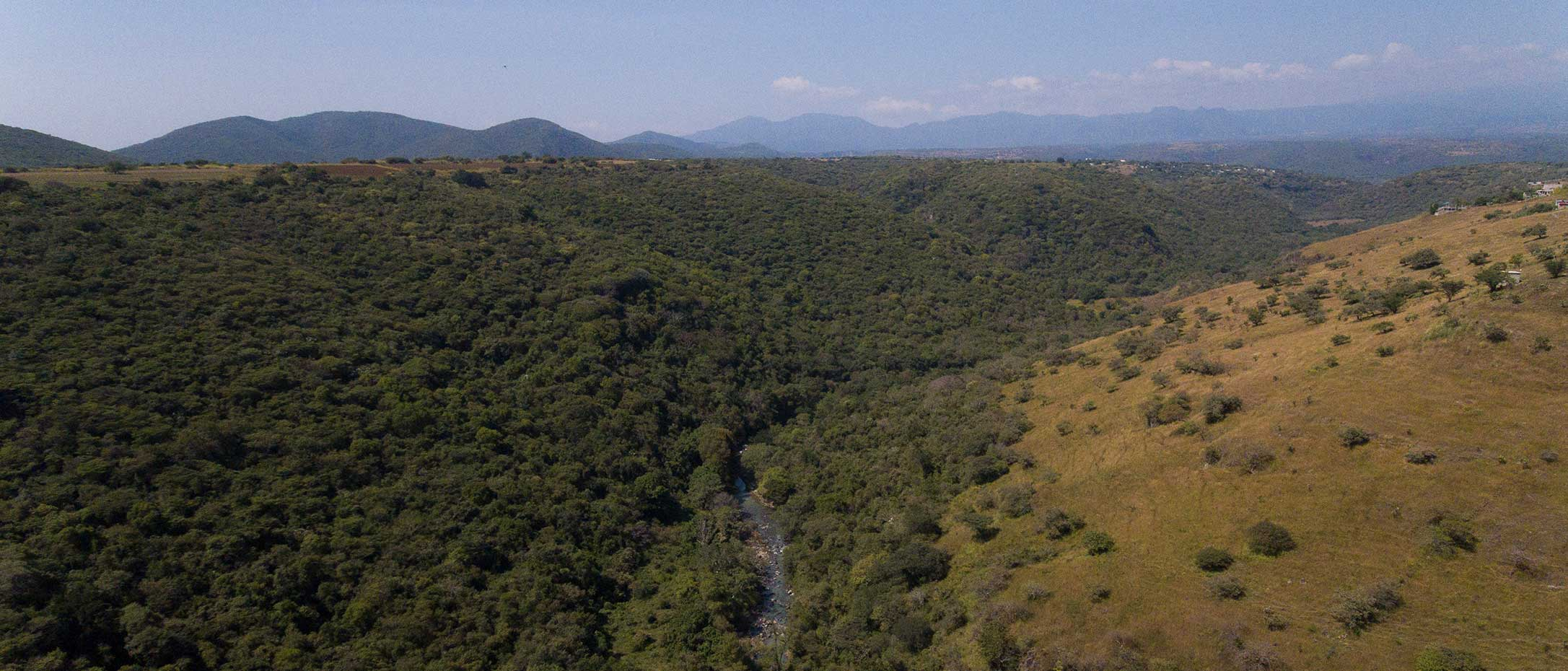
Barranca en Temixco

#### Fauna
La biodiversidad de la región es variada y se clasifica por especie en diferentes grupos taxonómicos.
| Mamíferos | Aves | Reptiles                              | Peces                       | Anfibios | Insectos |
| --- | --- | ------------------------------------- | --------------------------- | -------- | --- |
| - Conejo - Tlacuache - Venado cola blanca - Rata - Ardilla - Tejón - Zorrillo - Armadillo - Liebre - Coyote - Gato montés - Comadreja - Cacomiztle - Murciélago | - Urraca copetona - Lechuza - Codorniz - Zopilote - Pájaro bandera - Chachalaca - Aura - Cuervo - Aves canoras y de ornato - Loros - Canarios - Cotorros - Pericos | - Coralillo - Iguana - Tortuga de río | - Bagre - Mojarra - Tilapia | - Rana   | - Mariposa - Libélula - Luciérnagas - Chicharra - Alacrán - Tarántula - Avispas - Cien pies - Chinche de Chagas - Ranilla - Mantis religiosa - Escarabajos, entre otros. |

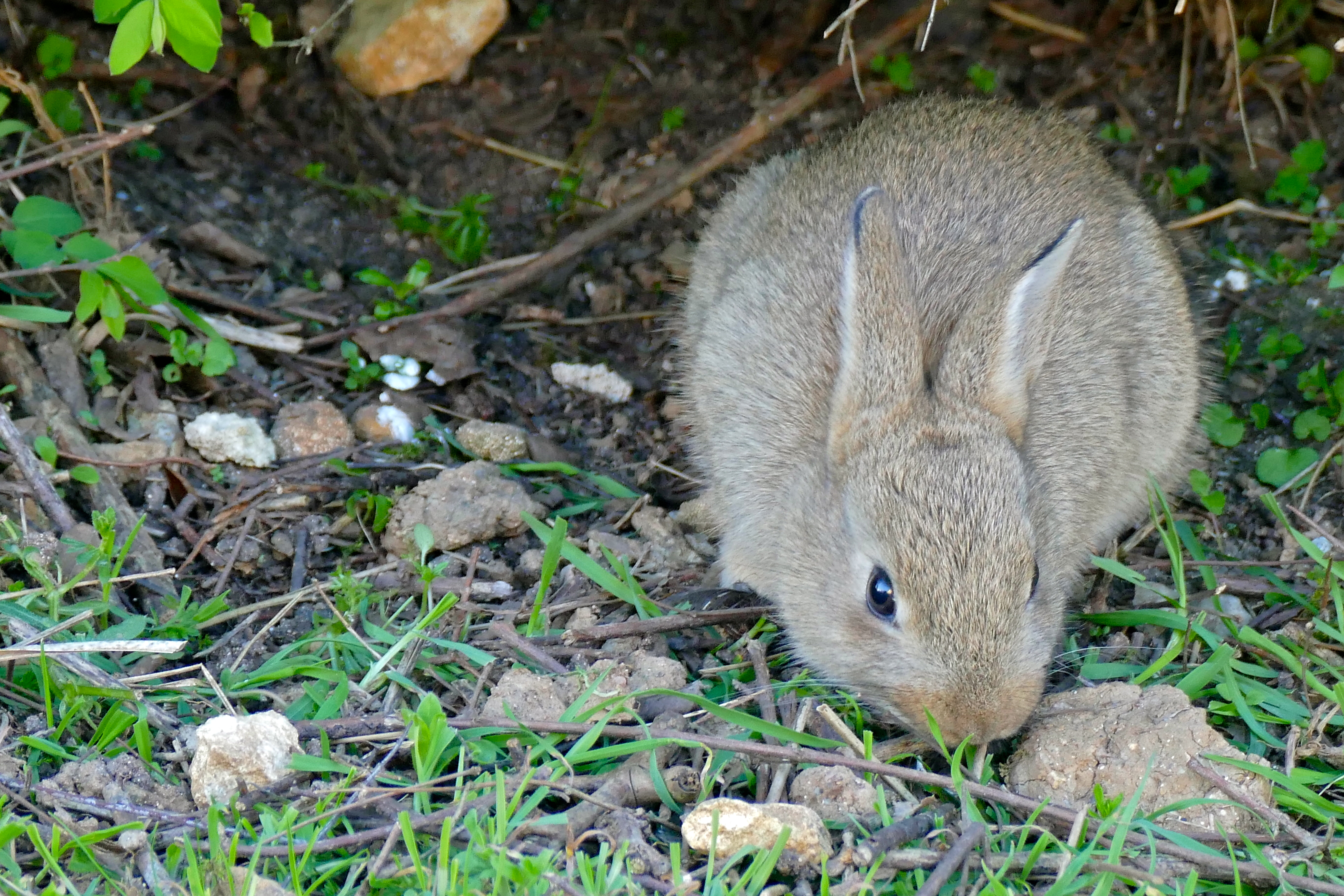
Conejo
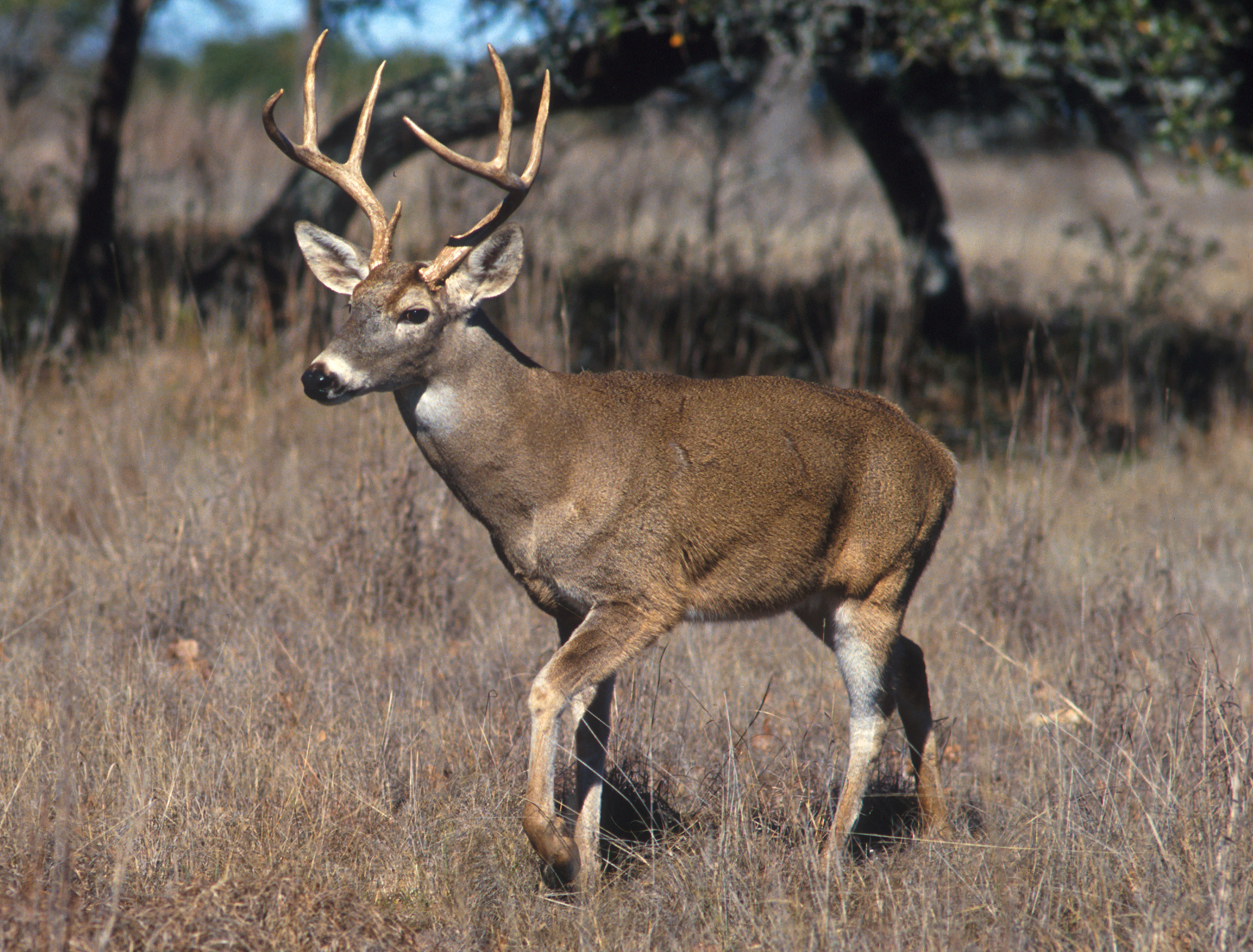
Venado cola blanca
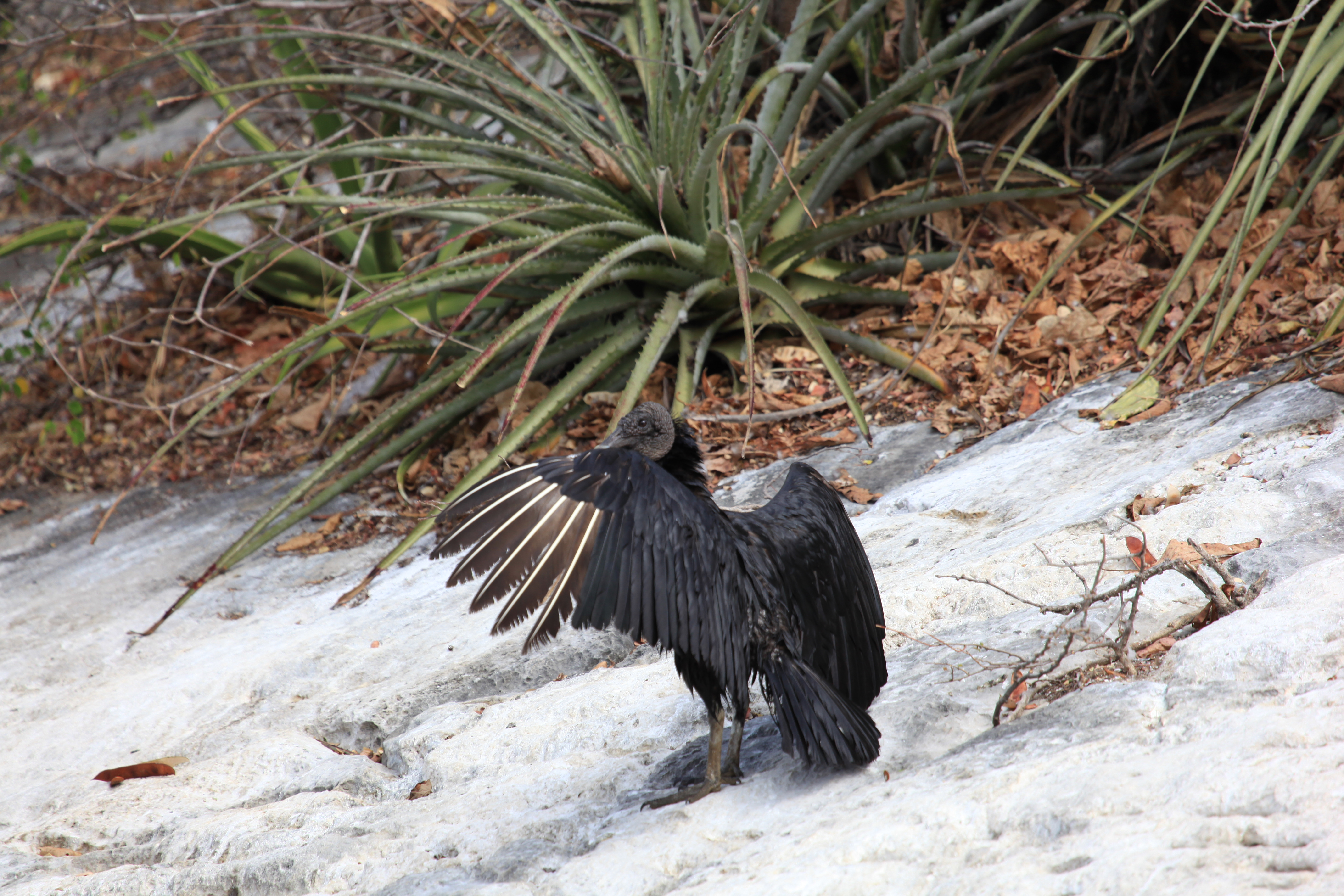
Zopilote
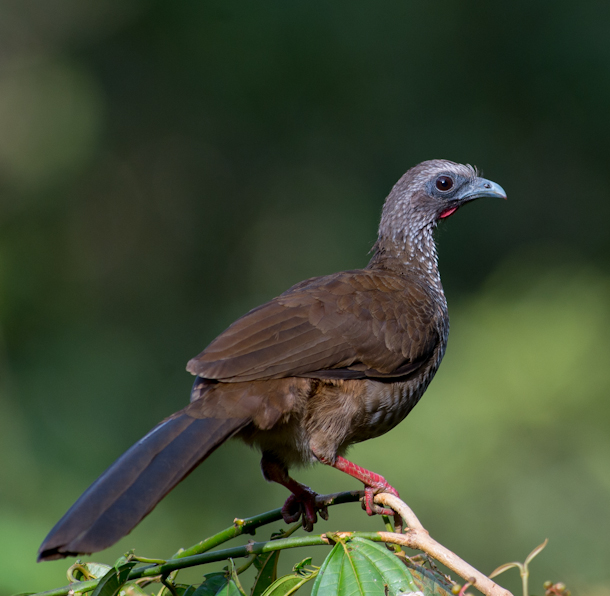
Chachalaca
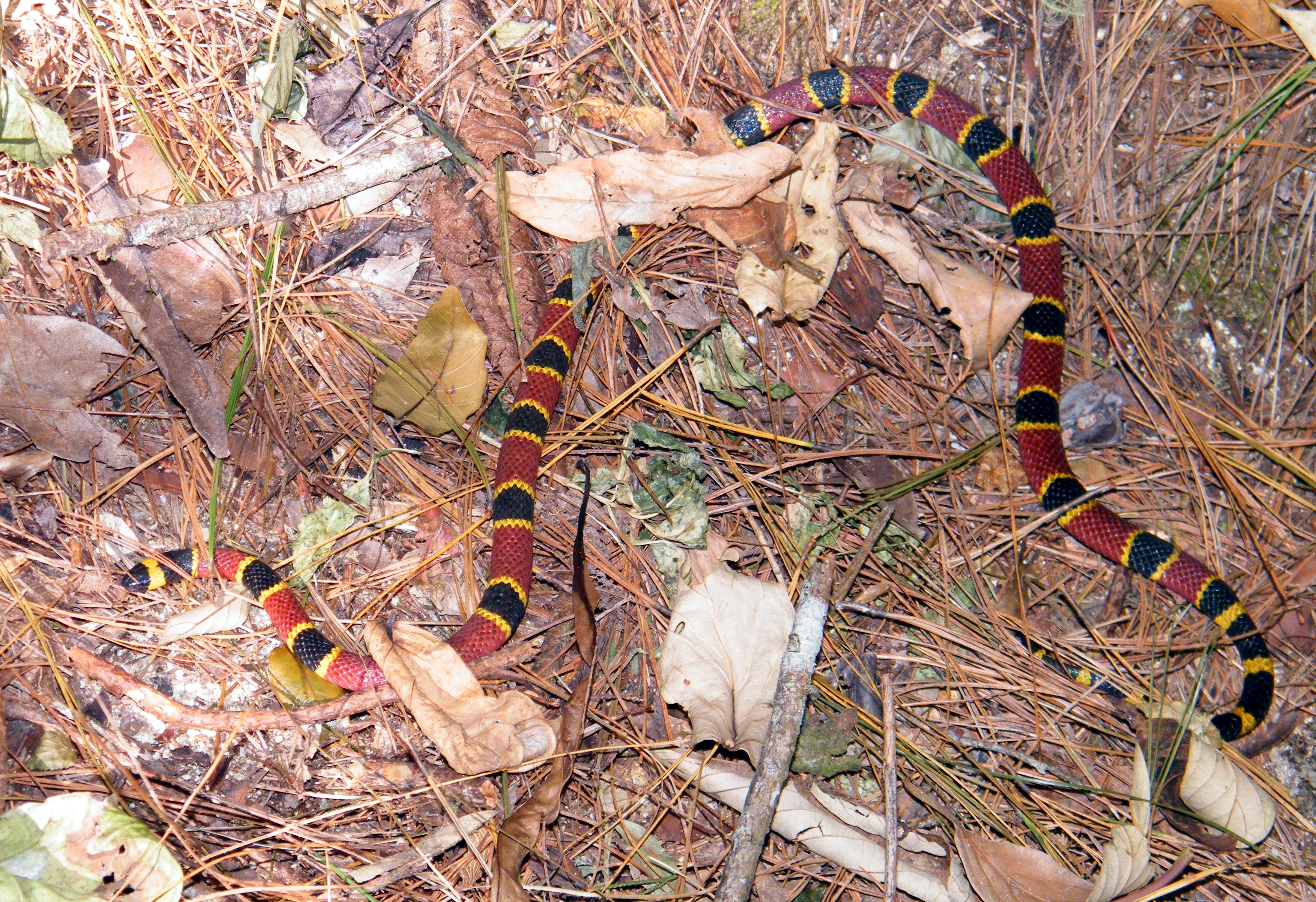
Coralillo
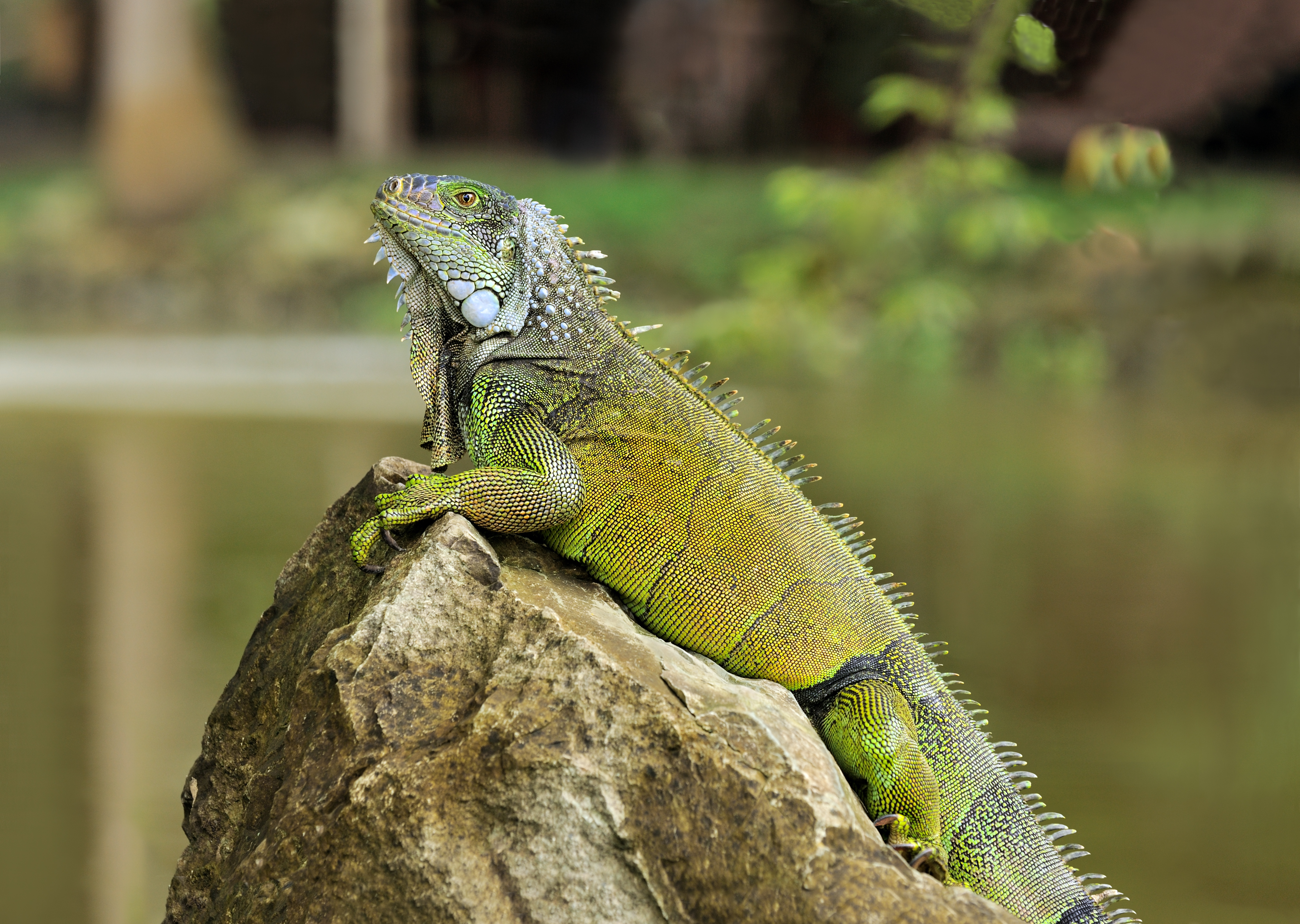
Iguana
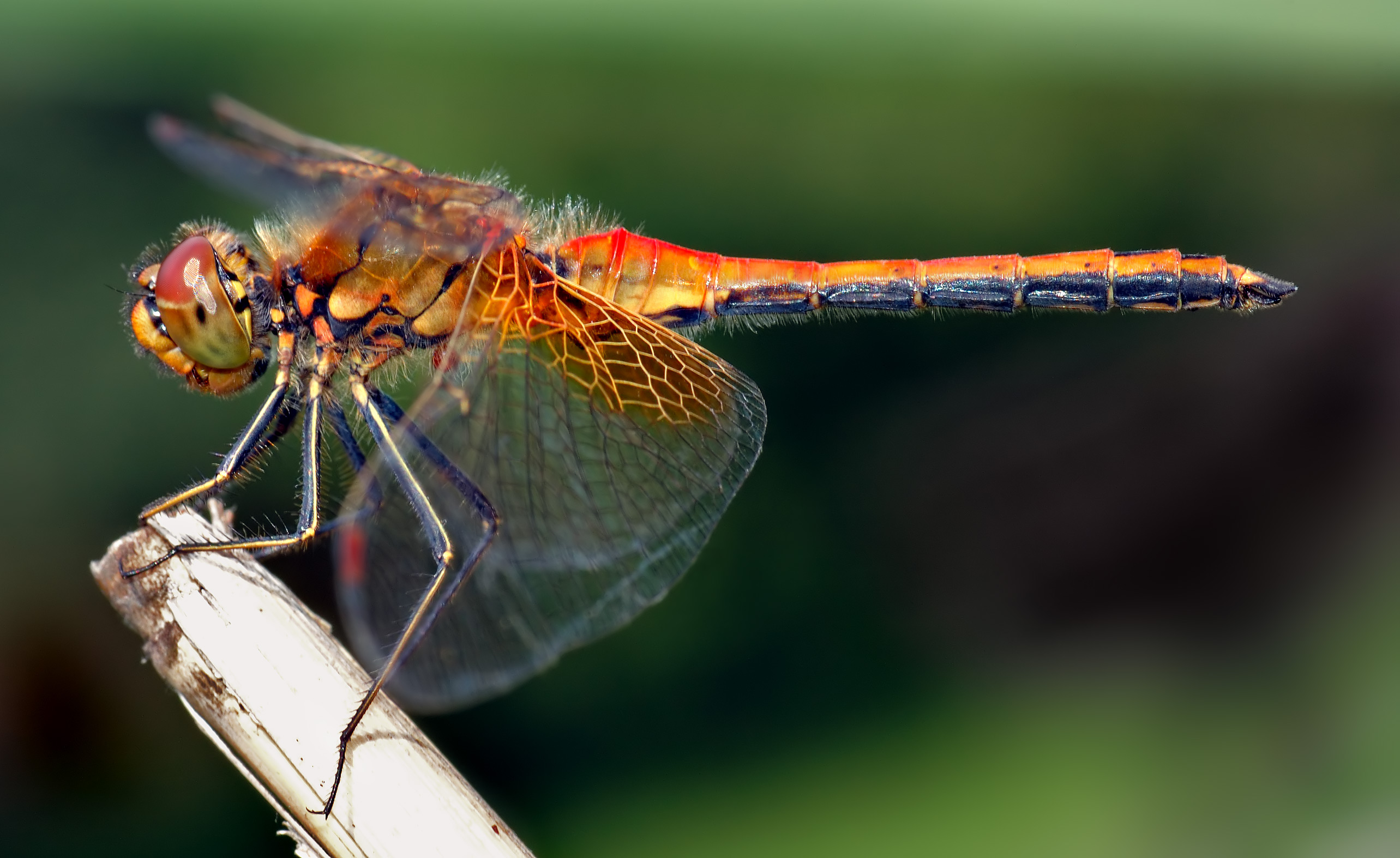
Libelula
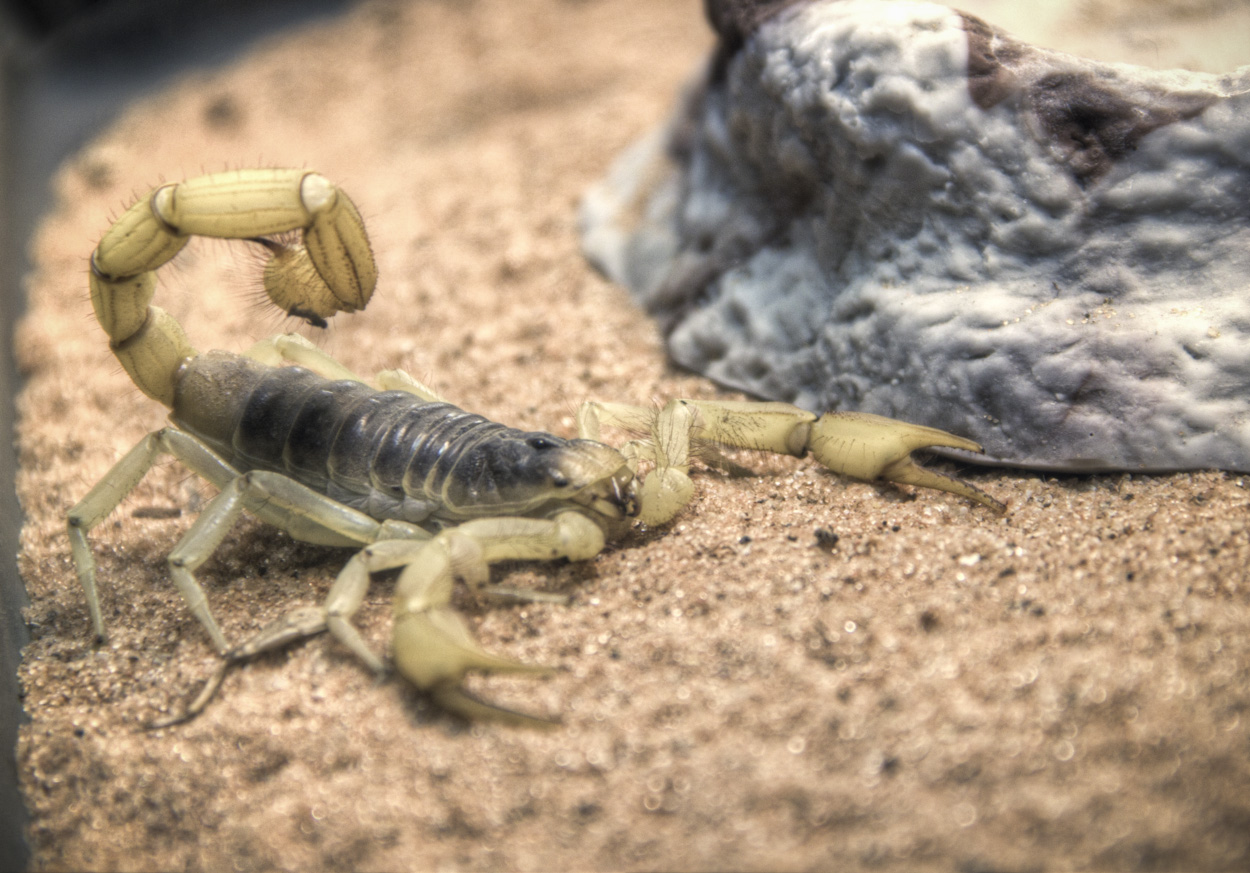
Alacrán

## Demografía

### Población y vivienda
La población total de Temixco en 2020 fue de 122 263 habitantes, de los cuales el 51,8% eran mujeres (63 277) y el 48,2% hombres (58 986). Este municipio representa el 6,2% de la población total del estado de Morelos y es el cuarto municipio más poblado del estado.
En cuanto a la estructura de edad, los grupos de edad que concentraron mayor población fueron los de 10 a 14 años (11 064 habitantes), 15 a 19 años (10 727 habitantes) y 5 a 9 años (10 417 habitantes), quienes representaron el 26,3% de la población total. La mitad de la población tiene 29 años o menos y existen 50 personas en edad de dependencia por cada 100 en edad productiva.
Entre las 39 localidades totales, las más pobladas son Temixco, con 104 461 habitantes, Cuentepec, con 4001 habitantes, y San Agustín Tetlama, con 2,124 habitantes. En los últimos 5 años, la mayor cantidad de migrantes que ingresaron a Temixco provenían de Estados Unidos (621 personas), Perú (37 personas) y España (34 personas). Las principales causas de migración a Temixco fueron motivos familiares (246 personas), vivienda (203 personas) y personales (87 personas).
La densidad de población en 2020 fue de 1189,8 habitantes por kilómetro cuadrado. El total de viviendas particulares habitadas es de 34 712, lo que representa el 6,2% del total estatal. El promedio de ocupantes por vivienda es de 3,5 y el promedio de ocupantes por cuarto es de 1,0. La mayoría de las viviendas particulares habitadas contaba con 3 y 2 cuartos, 32% y 21,6%, respectivamente.
En el mismo periodo, destacan de las viviendas particulares habitadas con 2 y 1 dormitorios, 44,1% y 33,6%, respectivamente.  El 3,2% de las viviendas en el municipio tienen piso de tierra, el 65,3% tienen agua entubada, el 98,9% cuentan con drenaje, el 99,2% tienen servicios sanitarios, el 74,6% cuentan con al menos un tinaco, el 51,9% tienen una cisterna o aljibe y el 99,5% cuentan con energía eléctrica.

### Servicios y conectividad en la vivienda
En el municipio de Temixco el 31,2% de las viviendas cuentan con al menos una computadora y 36,01% de ellas cuentan con una línea telefónica fija, mientras que el 90,2% tiene teléfono celular y el 51,2% tiene acceso a Internet.
En cuanto a entretenimiento, el 32,4% de las viviendas cuentan con televisión de paga y el 12,4% disponen de algún servicio de streaming. Además, el 7,23% de las viviendas disponen de alguna consola de videojuegos.
En cuanto a la disposición de bienes, el 39,1% de las viviendas disponen de un horno, el 59,9% de una lavadora y el 91,1% de un refrigerador.
En cuanto a transporte, el 36% de las viviendas disponen de al menos un automóvil, el 11,9% disponen de una motocicleta y el 10,4% disponen de al menos una bicicleta. Finalmente, solo el 0,31% de las viviendas disponen de paneles solares, el 3,17% disponen de calentador solar de agua y el 2,43% disponen de aire acondicionado.

### Localidades
En el censo de 2020 el municipio de Temixco contaba con 39 localidades.
| Código INEGI      | Localidad           | Población (2020) |
| ----------------- | ------------------- | ---------------- |
| 170180001         | Temixco             | 104 461          |
| 170180004         | Cuentepec           | 4 001            |
| 170180008         | San Agustín Tetlama | 2 124            |
| 170180081         | Punta Verde         | 1 703            |
| 170180030         | Campo Sotelo        | 1 379            |
| 170180044         | Eterna Primavera    | 1 088            |
| 170180031         | Santa Úrsula        | 1 069            |
| 170180080         | Colinas de Altar    | 1 037            |
| 170180032         | Solidaridad         | 1 003            |
| Otras localidades | Otras localidades   | 4 398            |
| Total municipal   | Total municipal     | 122 263          |

### Grupos étnicos

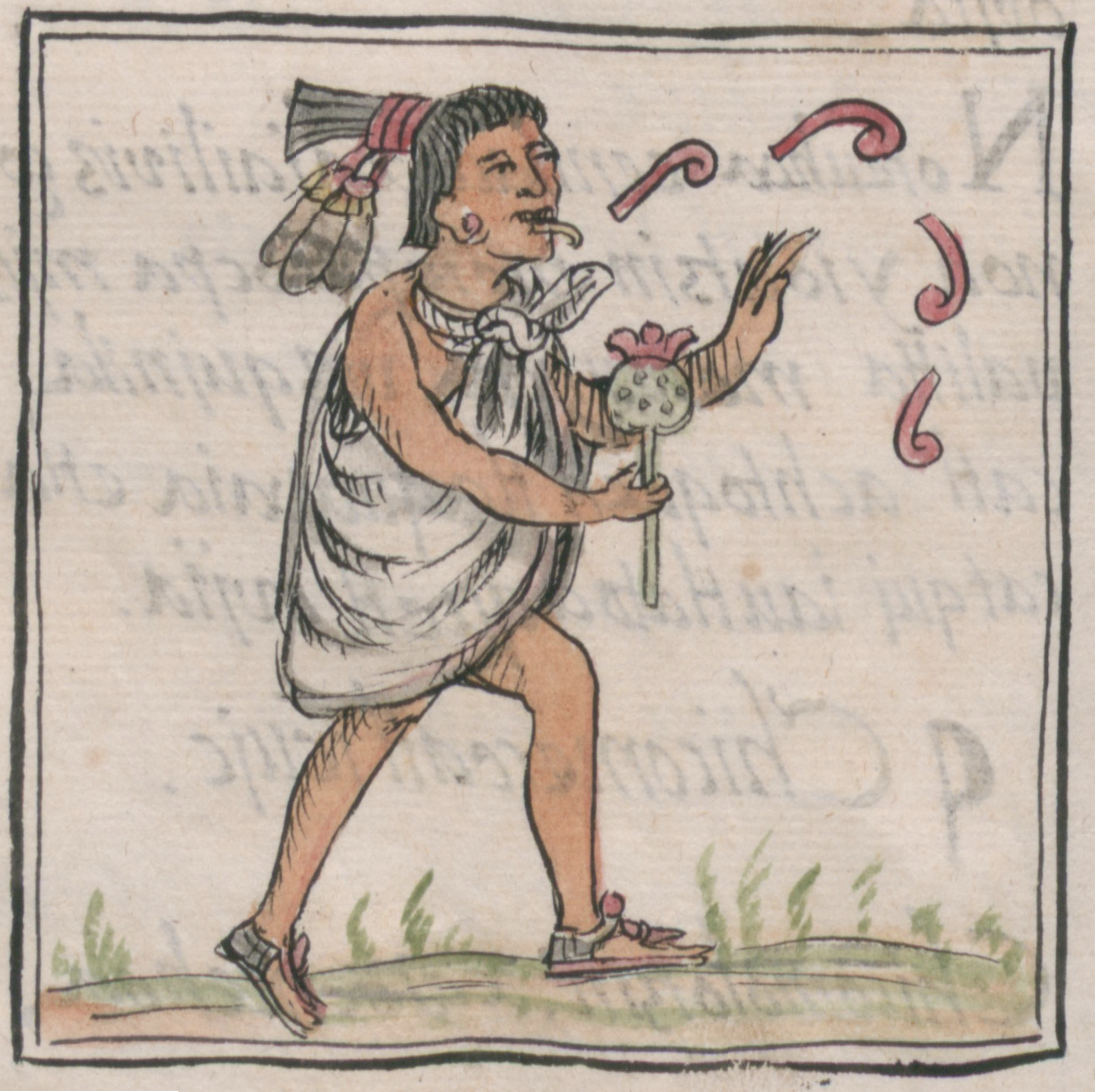
Lengua Nahuatl

En 2020, en el municipio de Temixco, 4.270 personas de tres años o más hablan alguna lengua indígena, lo que representa un 4,06% de la población total del municipio. De ellas, el 3,57% solo hablan su lengua indígena. Las lenguas indígenas más utilizadas son el Náhuatl en su variante morelense (3.900 personas, equivalentes al 87,6% de la población que habla alguna lengua indígena), el Mixteco (103 personas) y el Zapoteco (69 personas). También se encuentran hablantes de lenguas como el Tlapaneco y el Otomí.
Los poblados de Cuentepec y Tetlama concentran la mayor población de grupos étnicos, con Cuentepec siendo la mayor comunidad monolíngue donde el 98% hablan Náhuatl. Es común encontrar hablantes de lenguas indígenas en las diferentes colonias que forman parte del municipio, aunque en proporciones más reducidas.
El 1,89% de la población en Temixco se considera afromexicana negra o afrodescendiente.

### Religión
En 2020, en el municipio de Temixco, la religión católica es la que predomina con 78 278 practicantes. En menor medida, la población sin religión o adscripción religiosa alcanza las 23 194 personas, mientras que la protestante o evangélica cuenta con 20 320 seguidores. Finalmente, existen 281 personas que practican otras religiones.

## Educación
En 2020, la población de Temixco contó con diferentes niveles de escolaridad, la escolaridad dentro del municipio es posible, sin embargo, es común que los habitantes de este municipio realicen sus estudios de manera precencial o a distancia en lugares fuera de Temixco. El grado académico más representativo fue la Secundaria, con 29,6 mil personas o el 34,5% del total, seguido de la Primaria con 19,8 mil personas o el 23% del total, y la Preparatoria o Bachillerato General con 17,7 mil personas o el 20,6% del total.
Según los datos del año 2020, la tasa de analfabetismo en Temixco fue del 5,14%. De esta población, el 39,1% correspondió a hombres y el 60,9% a mujeres.
En cuanto a los niveles de escolaridad de la población de 15 años o más, el 34,5% (29,6 mil personas) solo finalizó la educación secundaria, el 23% (19,8 mil personas) solo la primaria, el 20,6% (17,7 mil personas) solo la Preparatoria o Bachillerato General, el 12,4% (10,6 mil personas) solo concluyó una licenciatura, el 3,99% (3,43 mil personas) solo el bachillerato tecnológico o la normal básica, el 1,89% (163 personas) solo obtuvo estudios técnicos o comerciales con secundaria terminada, el 0,96% (822 personas) cuenta con una maestría, el 0,92% (789 personas) solo estudios técnicos o comerciales con preparatoria terminada, el 0,56% (479 personas) solo tuvo educación preescolar o kinder y el 0,49% (424 habitantes) solo estudios de normal de Licenciatura.
En general, el 54,2% de la población mayor a 15 años cursó la educación básica, el 24,4% la educación media superior, el 15,4% concluyó la educación superior, el 5,9% no tiene escolaridad y solo el 0,1% no pudo especificar su nivel de escolaridad. La tasa de alfabetización en Temixco fue del 98,8% para las personas entre 15 y 24 años y del 93% para las personas de 25 años o más.
En cuanto a la asistencia escolar, el 58,7% de los habitantes de entre 3 y 5 años asisten a la escuela, mientras que el 95,2% de los habitantes de entre 6 y 11 años, el 90,8% de los habitantes de entre 12 y 14 años y el 41,8% de los habitantes de 15 a 24 años también asisten a la escuela.

### Matrículas por nivel de educación

#### Licenciatura
las áreas con mayor número de hombres matriculados en licenciaturas fueron Administración y negocios con un total de 313, seguido de Ingeniería, manufactura y construcción con 291 y Ciencias sociales y derecho con 146.
Por otro lado, las áreas de estudio que tuvieron una mayor concentración de mujeres matriculadas en licenciaturas fueron Administración y negocios con un total de 354, seguido de Ciencias sociales y derecho con 296 y Educación con 127.

#### Educación superior
En 2021, los campos de formación más demandados en fueron Negocios y Comercio con 263 inscripciones, seguido por Electricidad y Generación de Energía con 228 inscripciones, y Trabajo y Atención Social con 219 inscripciones.

### Infraestructura educativa
En Temixco existen 133 instituciones de educación básica, 2 de educación especial, 16 de educación media superior, 3 de educación superior y 2 de educación inicial.
En el nivel de educación básica, existen dos escuelas de enseñanza inicial que atienden a 107 niños y están dirigidas por 13 profesores. Además, existen 29 escuelas de preescolar que son atendidas por 76 maestros y que albergan a 2143 niños.
En el nivel primaria, existen 82 escuelas que atienden a 13 096 alumnos y son dirigidas por 395 maestros. Existen 4 secundarias y 4 telesecundarias que atienden a 4137 alumnos y están dirigidas por 120 maestros.
En el nivel medio superior, existen 2 bachilleratos que atienden a 816 alumnos y son dirigidos por 46 maestros. En la educación técnica, existe un Colegio Nacional de Educación Profesional que atiende a 1172 alumnos y es dirigido por 97 maestros.
Además, en Temixco se encuentra una sede de la Universidad Autónoma del Estado de Morelos (UAEM), un Instituto Tecnológico y de Estudios Superiores de Monterrey (ITESM, Campus Cuernavaca), un Instituto de Energías Renovables, y varias instituciones de posgrado. También se encuentra la Universidad Tec Milenio Campus Cuernavaca, situada en el Fraccionamiento Burgos, y la Universidad del Valle de México Campus Cuernavaca (UVM), situada en la colonia Campo Sotelo.

En la ciudad también se imparten cursos de educación para adultos a través de la INEA.

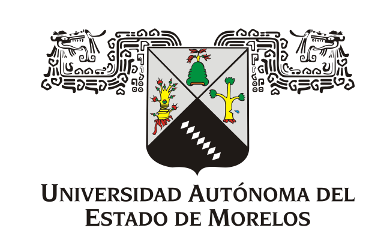
Universidad Autónoma del Estado de Morelos
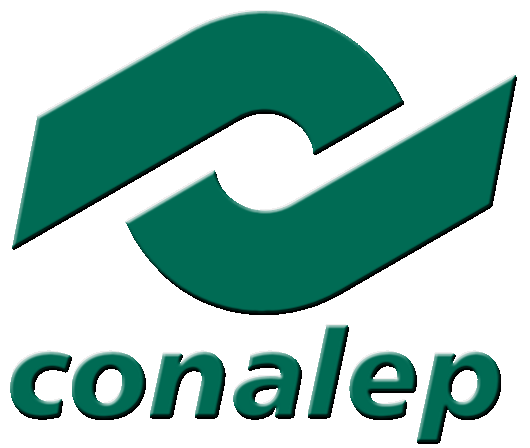
Conalep Temixco 036
Instituto Tecnológico y de Estudios Superiores de Monterrey

### Instituciones privadas

#### Colegios
1. Colegio Metropolitano
  - Niveles de educación: Maternal, Preescolar, Primaria Bilingüe y Secundaria Bicultural
2. Colegio Nuevo Continente
  - Niveles de educación: Preescolar, Primaria y Secundaria
3. Colegio Británico de Morelos
  - Niveles de educación: Preescolar y Primaria
4. Colegio Juan Kepler
  - Niveles de educación: Preescolar y Primaria
5. Colegio Círculo Infantil
  - Niveles de educación: Preescolar y Primaria

#### Institutos
1. Instituto Freedman
  - Niveles de educación: Bachillerato y Licenciaturas

### Instituciones educativas[47]
| Colonia                          | Escolaridad | Nombre de la Institución                                          | Clave Escolar | C.P.  |
| -------------------------------- | ----------- | ----------------------------------------------------------------- | ------------- | ----- |
| RUBEN JARAMILLO                  | PREESCOLAR  | EUSEBIO KINO                                                      | 17DJN0349W1   | 62599 |
| LOMAS DEL CARRIL                 | PREESCOLAR  | PROFRA. EMMA OLGUIN HERMIDA                                       | 17DJN0308W1   | 62589 |
| AZTECA                           | PREESCOLAR  | ROSARIO CASTELLANOS                                               | 17DJN0307X1   | 62592 |
| RUBEN JARAMILLO                  | PREESCOLAR  | EUSEBIO KINO                                                      | 17DJN0271Z2   | 62599 |
| ACATLIPA                         | PREESCOLAR  | RUDYARD KIPLING                                                   | 17DJN0270Z2   | 62590 |
| ALTAPALMIRA                      | PREESCOLAR  | LUDWIG VAN BEETHOVEN                                              | 17DJN0263Q1   | 62583 |
| PUEBLO VIEJO                     | PREESCOLAR  | ENRIQUE REBSAMEN                                                  | 17DJN0198G1   | 62580 |
| LAZARO CARDENAS DEL RIO          | PREESCOLAR  | NUNUTZIN                                                          | 17DJN0194K1   | 62590 |
| LOMAS DE GUADALUPE               | PREESCOLAR  | REPUBLICA DE VENEZUELA                                            | 17DJN0166O1   | 62580 |
| RUBEN JARAMILLO                  | PREESCOLAR  | CELIA MUÑOZ ESCOBAR                                               | 17DJN0030A1   | 56299 |
| ADOLFO LOPEZ MATEOS              | PREESCOLAR  | MONTESSORI TEMIXCO                                                | 17PJN0003I1   | 62590 |
| TEMIXCO CENTRO                   | PREESCOLAR  | JUAN KEPLER                                                       | 17PJN0040M1   | 62580 |
| TEMIXCO CENTRO                   | PREESCOLAR  | CENTRO EDUCATIVO Y CULTURAL GAIA                                  | 17PJN0302G1   | 62580 |
| TEMIXCO CENTRO                   | PREESCOLAR  | NETZAHUALPILLI                                                    | 17PJN9144Q1   | 62580 |
| MORELOS                          | PREESCOLAR  | MARIA ENGRACIA PALACIOS MONTES DE OCA                             | 17DJN0605W1   | 62592 |
| ACATLIPA                         | PREESCOLAR  | RUDYARD KIPLING                                                   | 17DJN0351K1   | 62590 |
| CENTRO                           | PREESCOLAR  | CENTRO DE DESARROLLO INTEGRAL ATENEO INFANTIL                     | 17PJN0357J1   |       |
| CASA BLANCA                      | PREESCOLAR  | COLEGIO MAHATMA                                                   | 17PJN0408Z1   | 62590 |
| LOMAS DEL CARRIL                 | PREESCOLAR  | ZAMNA                                                             | 17PJN0227Q1   | 62583 |
| LAS ROSAS                        | PREESCOLAR  | INSTITUTO MINERVA                                                 | 17PJN0452N1   | 62592 |
| ACATLIPA CENTRO                  | PREESCOLAR  | SUMMERHILL                                                        | 17PJN9073M1   | 62590 |
| CENTRO                           | PREESCOLAR  | PIERRE VAYER                                                      | 17PJN9128Z1   |       |
| LOMAS DEL CARRIL                 | PREESCOLAR  | SIMON BOLIVAR                                                     | 17PJN0309Z1   | 62585 |
| CENTRO TEMIXCO                   | PREESCOLAR  | CARITAS FELICES                                                   | 17PJN0328O1   | 62580 |
| ACATLIPA                         | PREESCOLAR  | MONARCA                                                           | 17PJN9056W1   | 62581 |
| 10 DE ABRIL                      | PREESCOLAR  | LEICESTER                                                         | 17PJN0074C1   | 62587 |
| CENTRO DE ACATLIPA               | PREESCOLAR  | ANNA FREUD                                                        | 17PJN9145P1   | 62586 |
| CAMPO VERDE                      | PREESCOLAR  | COLEGIO GREENLAND                                                 | 17PJN0411N1   | 62570 |
| LOMAS DEL CARRIL                 | PREESCOLAR  | ESTHER ZUNO DE ECHEVERRIA                                         | 17EJN0096I1   | 62580 |
| TEMIXCO CENTRO                   | PREESCOLAR  | REINO INFANTIL                                                    | 17PJN0096O1   | 62580 |
| MORELOS                          | PREESCOLAR  | COLEGIO VASCONCELOS                                               | 17PJN0455K1   | 62580 |
| BRISAS                           | PREESCOLAR  | CHIQUITINES                                                       | 17PJN0257K1   | 62584 |
| CAMPO EL RAYO                    | PREESCOLAR  | COLEGIO BRITANICO DE MORELOS                                      | 17PJN9131M1   | 62580 |
| 10 DE ABRIL                      | PREESCOLAR  | GLORIA ALMADA DE BEJARANO                                         | 17EJN0123P1   | 62587 |
| AMPLIACION LAZARO CARDENAS       | PREESCOLAR  | CRAYOLAS                                                          | 17PJN0196N1   | 62581 |
| GRANJAS MERIDA                   | PREESCOLAR  | COLEGIO METROPOLITANO                                             | 17PJN0315K1   | 62590 |
| DIEZ DE ABRIL                    | PREESCOLAR  | ESTADO DE OAXACA                                                  | 17DJN0100F1   | 62590 |
| LOMAS DE GUADALUPE               | PREESCOLAR  | REPUBLICA DE VENEZUELA                                            | 17DJN0550J2   | 62580 |
| CENTRO                           | PREESCOLAR  | LA CASA DE LOS POLLITOS                                           | 17PJN0217J1   | 62580 |
| CASA BLANCA                      | PREESCOLAR  | CORDERITOS                                                        | 17PJN0435X1   | 62590 |
| RIO ESCONDIDO                    | PREESCOLAR  | PROFR. PONCIANO G. PADILLA                                        | 17DJN0216F1   |       |
| LAZARO CARDENAS DEL RIO          | PREESCOLAR  | NUNUTZIN                                                          | 17DJN0553G2   | 62590 |
| ALTAPALMIRA                      | PREESCOLAR  | OTILIO MONTAÑO                                                    | 17DJN0098H5   | 62589 |
| LOMAS DEL CARRIL                 | PREESCOLAR  | PROFRA. EMMA OLGUIN HERMIDA                                       | 17DJN0226M2   | 62589 |
| RUBEN JARAMILLO                  | PREESCOLAR  | COLEGIO VILLA DE LOS NIÑOS                                        | 17PJN0318H1   | 62588 |
| CENTRO                           | PREESCOLAR  | CIRCULO INFANTIL                                                  | 17PJN9043S1   | 62580 |
| AZTECA                           | PREESCOLAR  | SOR JUANA INES DE LA CRUZ                                         | 17EJN0091N1   | 62580 |
| LOMAS DEL CARRIL                 | PREESCOLAR  | COLEGIO MENTES BRILLANTES                                         | 17PJN0419F1   | 62583 |
| 1 DE MAYO                        | PREESCOLAR  | MODESTA CEREZO GUERRERO                                           | 17DJN0643Z1   | 62599 |
| AEROPUERTO                       | PREESCOLAR  | ALCATRAZ                                                          | 17DJN0699A1   | 62590 |
| RUBEN JARAMILLO                  | PREESCOLAR  | GENERAL EMILIANO ZAPATA                                           | 17EJN0005A1   | 62587 |
| GRANJAS MERIDA                   | PREESCOLAR  | JOSE VASCONCELOS                                                  | 17DJN0646W1   | 62590 |
| AZTECA                           | PREESCOLAR  | ROSARIO CASTELLANOS                                               | 17DJN0167N2   | 62592 |
| EL ESTRIBO                       | PREESCOLAR  | GEMINIS                                                           | 17DJN0418B1   | 62587 |
| CENTRO                           | PREESCOLAR  | LAZARO CARDENAS                                                   | 17DJN0459B1   | 62590 |
| CENTRO                           | PREESCOLAR  | DELFINA RODRIGUEZ                                                 | 17DJN0053L5   | 62580 |
| LOS ARQUILLOS                    | PREESCOLAR  | QUETZAL                                                           | 17DJN0309V1   | 52580 |
| CUENTEPEC                        | PREESCOLAR  | ALFONSO CASO                                                      | 17DCC0001Q1   | 62580 |
| TETLAMA                          | PREESCOLAR  | QUETZALCOATL                                                      | 17DCC0003O1   | 62594 |
| SOLIDARIDAD                      | PREESCOLAR  | CARMEN SERDAN                                                     | 17DJN0011M1   | 62595 |
| ETERNA PRIMAVERA                 | PREESCOLAR  | ANTONIA NAVA                                                      | 17DJN0075X1   | 62580 |
| AMPLIACION LAZARO CARDENAS       | PREESCOLAR  | COLEGIO BILINGUEA E GRAN BRETAÃ¿A                                 | 17PJN0373A1   | 62083 |
| EL ESTRIBO                       | PRIMARIA    | SOR JUANA INES DE LA CRUZ                                         | 17DPR0041X1   | 62587 |
| CENTRO                           | PRIMARIA    | CENTRO DE DESARROLLO INTEGRAL ATENEO INFANTIL                     | 17PPR0329D1   |       |
| CENTRO                           | PRIMARIA    | CENTRO EDUCATIVO VILLARREAL VIVES                                 | 17PPR0352E1   | 62580 |
| CASA BLANCA                      | PRIMARIA    | COLEGIO MAHATMA                                                   | 17PPR0374Q1   | 62590 |
| CENTRO                           | PRIMARIA    | CIRCULO INFANTIL                                                  | 17PPR0174S1   | 62580 |
| LAS ROSAS                        | PRIMARIA    | INSTITUTO MINERVA                                                 | 17PPR0399Z1   | 62592 |
| LOMAS DEL CARRIL                 | PRIMARIA    | SIMON BOLIVAR                                                     | 17PPR0306T1   | 62585 |
| CENTRO TEMIXCO                   | PRIMARIA    | REINO INFANTIL                                                    | 17PPR0083A1   | 62580 |
| 10 DE ABRIL                      | PRIMARIA    | LEICESTER                                                         | 17PPR0103Y1   | 62587 |
| TEMIXCO CENTRO                   | PRIMARIA    | JUAN KEPLER                                                       | 17PPR0064M1   | 62580 |
| RUBEN JARAMILLO                  | PRIMARIA    | LA VILLA DE LOS NIÑOS                                             | 17PPR0308R1   | 62599 |
| PROLONGACION VENUSTIANO CARRANZA | PRIMARIA    | CENTRO EDUCATIVO Y CULTURAL GAIA                                  | 17PPR0396B1   | 62580 |
| 10 DE ABRIL                      | PRIMARIA    | ELPIDIO LOPEZ                                                     | 17DPR0470O1   | 62587 |
| RUBEN JARAMILLO                  | PRIMARIA    | NICOLAS BRAVO                                                     | 17DPR0457U1   | 62587 |
| CAMPO EL RAYO                    | PRIMARIA    | BRITANICO DE MORELOS                                              | 17PPR0093H1   | 62580 |
| ACATLIPA                         | PRIMARIA    | MONARCA                                                           | 17PPR0200Z1   | 62581 |
| ADOLFO LOPEZ MATEOS              | PRIMARIA    | MONTESSORI TEMIXCO                                                | 17PPR0027I1   | 62590 |
| GRANJAS MERIDA                   | PRIMARIA    | METROPOLITANA                                                     | 17PPR0259Z1   | 62590 |
| CENTRO DE ACATLIPA               | PRIMARIA    | ANNA FREUD                                                        | 17PPR0095F1   | 62586 |
| ALTAPALMIRA                      | PRIMARIA    | PROFR. OTILIO MONTAÑO                                             | 17DPR0631K1   | 62589 |
| PUEBLO VIEJO                     | PRIMARIA    | JUVENTUD PROGRESISTA                                              | 17DPR0830J2   | 62588 |
| RUBEN JARAMILLO                  | PRIMARIA    | RAUL ISIDRO BURGOS                                                | 17DPR0436H2   | 62587 |
| LOMAS DE GUADALUPE               | PRIMARIA    | GRAL. VALERIO TRUJANO                                             | 17DPR0291C1   | 62586 |
| RIO ESCONDIDO                    | PRIMARIA    | NIÑOS HEROES                                                      | 17DPR0851W1   | 62580 |
| LAZARO CARDENAS DEL RIO          | PRIMARIA    | VICENTE GUERRERO                                                  | 17DPR0293A1   | 62580 |
| LA RIBERA                        | PRIMARIA    | JOSE NAREZ ALVAREZ                                                | 17DPR0953T5   | 62586 |
| MORELOS                          | PRIMARIA    | ROSA QUEVEDO OCHOA                                                | 17DPR0984M1   |       |
| MORELOS                          | PRIMARIA    | TLAHUILICALLI                                                     | 17DPR0989H2   |       |
| EMILIANO ZAPATA                  | PRIMARIA    | JUAN N. ALVAREZ                                                   | 17DPR0717Q1   | 62586 |
| ALTAPALMIRA                      | PRIMARIA    | PRECURSORES DE LA REVOLUCION                                      | 17DPR0411Z2   | 62589 |
| LOMAS DEL CARRIL                 | PRIMARIA    | PROFR. CARITINO MALDONADO                                         | 17DPR0540T2   | 62582 |
| LOMAS DEL CARRIL                 | PRIMARIA    | GLORIA ALMADA DE BEJARANO                                         | 17DPR0270Q1   | 62582 |
| LAURO ORTEGA                     | PRIMARIA    | JULIO RODAS GARCIA                                                | 17DPR1040E5   | 62590 |
| 10 DE ABRIL                      | PRIMARIA    | 8 DE AGOSTO                                                       | 17DPR0827W2   | 62587 |
| LOS PRESIDENTES                  | PRIMARIA    | LOS GALEANA                                                       | 17DPR0290D1   | 62583 |
| AEREOPUERTO                      | PRIMARIA    | PLAN DE IGUALA                                                    | 17DPR0985L1   | 62590 |
| RUBEN JARAMILLO                  | PRIMARIA    | FAUSTO MOLINA BETANCOURT                                          | 17DPR0179I1   | 62587 |
| LOMAS DEL CARRIL                 | PRIMARIA    | NIÑOS HEROES                                                      | 17DPR0070S5   | 62583 |
| GRANJAS MERIDA                   | PRIMARIA    | PROFR. JOSE LUIS BOLAÃ¿OS CACHO                                   | 17DPR1024N1   |       |
| CENTRO                           | PRIMARIA    | GRAL. LAZARO CARDENAS                                             | 17DPR0694W1   | 62587 |
| AZTECA                           | PRIMARIA    | CUITLAHUAC                                                        | 17DPR0272O2   | 62592 |
| CENTRO                           | PRIMARIA    | PIERRE VAYER                                                      | 17PPR0158A1   |       |
| CENTRO                           | PRIMARIA    | PROFR. AURELIO C. MERINO                                          | 17DPR0437G2   | 62580 |
| PUEBLO VIEJO                     | PRIMARIA    | BENITO JUAREZ                                                     | 17DPR0296Y1   | 62588 |
| LAS BRISAS                       | PRIMARIA    | COLEGIO BRISAS                                                    | 17PPR0325H1   | 62584 |
| AZTECA                           | PRIMARIA    | GUADALUPE VICTORIA                                                | 17DPR0194A1   | 62592 |
| CENTRO                           | PRIMARIA    | PROFR. RAFAEL RAMIREZ                                             | 17DPR0629W1   | 62580 |
| CENTRO                           | PRIMARIA    | PABLO AÑORVE ORTIZ                                                | 17DPR0682R2   | 62587 |
| LAZARO CARDENAS DEL RIO          | PRIMARIA    | PROFR. ARQUELES VELA                                              | 17DPR0816Q2   | 62580 |
| LOMAS DE GUADALUPE               | PRIMARIA    | APOSTOLES DE LA EDUCACION                                         | 17DPR0268B2   | 62586 |
| RUBEN JARAMILLO                  | PRIMARIA    | VALENTIN GOMEZ FARIAS                                             | 17DPR0800P1   | 62599 |
| RUBEN JARAMILLO                  | PRIMARIA    | NARCISO MENDOZA                                                   | 17DPR0813T2   | 62587 |
| EMILIANO ZAPATA                  | PRIMARIA    | OCAMPO NABOR BOLAÑOS                                              | 17DPR0815R2   | 62586 |
| CUENTEPEC                        | PRIMARIA    | KUENTEPETSIN                                                      | 17DPB0001V2   | 62596 |
| CUENTEPEC                        | PRIMARIA    | MIGUEL OTHON DE MENDIZABAL                                        | 17DPB0002U1   | 62596 |
| TETLAMA                          | PRIMARIA    | LIC. BENITO JUAREZ                                                | 17DPR0295Z1   | 62594 |
| SANTA URSULA                     | PRIMARIA    | TLANESI                                                           | 17DPB0006Q5   | 62580 |
| SOLIDARIDAD                      | PRIMARIA    | NIÑOS HEROES                                                      | 17DPR0993U5   | 62595 |
| AMPLIACION LAZARO CARDENAS       | PRIMARIA    | COLEGIO BILINGUE GRAN BRETAÑA                                     | 17PPR0356A1   | 62083 |
| ACATLIPA                         | SECUNDARIA  | 2 DE ABRIL                                                        | 17DES0024Z2   |       |
| ACATLIPA                         | SECUNDARIA  | 2 DE ABRIL                                                        | 17DES0024Z1   |       |
| ACATLIPA                         | SECUNDARIA  | INSTITUTO FREEDMAN                                                | 17PES0166C1   | 62590 |
| TEMIXCO CENTRO                   | SECUNDARIA  | JUAN KEPLER                                                       | 17PES0045R1   | 62580 |
| PUEBLO VIEJO                     | SECUNDARIA  | TLATOCANI                                                         | 17DTV0125D2   | 62580 |
| CAMPO EL RAYO                    | SECUNDARIA  | BRITANICO DE MORELOS                                              | 17PES0041V1   | 62580 |
| 10 DE ABRIL                      | SECUNDARIA  | COLEGIO LEICESTER                                                 | 17PES0192A1   | 62587 |
| GRANJAS MERIDA                   | SECUNDARIA  | COLEGIO METROPOLITANO                                             | 17PES0093A1   | 62590 |
| AZTECA                           | SECUNDARIA  | ESCUELA SECUNDARIA TECNICA NUM. 4                                 | 17DST0004E2   | 62580 |
| RUBEN JARAMILLO                  | SECUNDARIA  | ESCUELA SECUNDARIA TECNICA NUM. 21                                | 17DST0028O1   | 62599 |
| ALTAPALMIRA                      | SECUNDARIA  | ESCUELA SECUNDARIA TECNICA NUM. 36                                | 17DST0040J1   | 62589 |
| PUEBLO VIEJO                     | SECUNDARIA  | CUAUHNAHUAC                                                       | 17DTV0081X1   | 62580 |
| AZTECA                           | SECUNDARIA  | ESCUELA SECUNDARIA TECNICA NUM. 4                                 | 17DST0004E1   | 62580 |
| RUBEN JARAMILLO                  | SECUNDARIA  | ESCUELA SECUNDARIA TECNICA NUM. 21                                | 17DST0028O2   | 62599 |
| CENTRO                           | SECUNDARIA  | MEXICO 2010                                                       | 17DES0059P1   | 62580 |
| CUENTEPEC                        | SECUNDARIA  | QUETZALCOATL                                                      | 17DTV0053A1   | 62580 |
| TETLAMA                          | SECUNDARIA  | XOCHICALTLAKATL                                                   | 17DTV0026D1   | 62580 |
| ETERNA PRIMAVERA                 | SECUNDARIA  | GRAL EMILIANO ZAPATA 2002                                         | 17DTV0155Y1   | 62595 |
| MORELOS                          | ESPECIAL    | UNIDAD DE SERVICIO DE APOYO A LA EDUCACION REGULAR NUM. 43        | 17FUA0043E1   | 62588 |
| CENTRO                           | ESPECIAL    | UNIDAD DE SERVICIOS DE APOYO A LA EDUCACION REGULAR NUMERO 41     | 17FUA0057H2   | 62587 |
| CENTRO                           | ESPECIAL    | CENTRO DE ATENCION PSICOPEDAGOGICA DE EDUCACION PREESCOLAR NUM. 2 | 17FLS0009P2   | 62580 |
| CENTRO                           | ESPECIAL    | CENTRO DE ATENCION PSICOPEDAGOGICA EN EDUCACION PREESCOLAR NUM. 2 | 17FLS0002W4   | 62580 |

## Salud

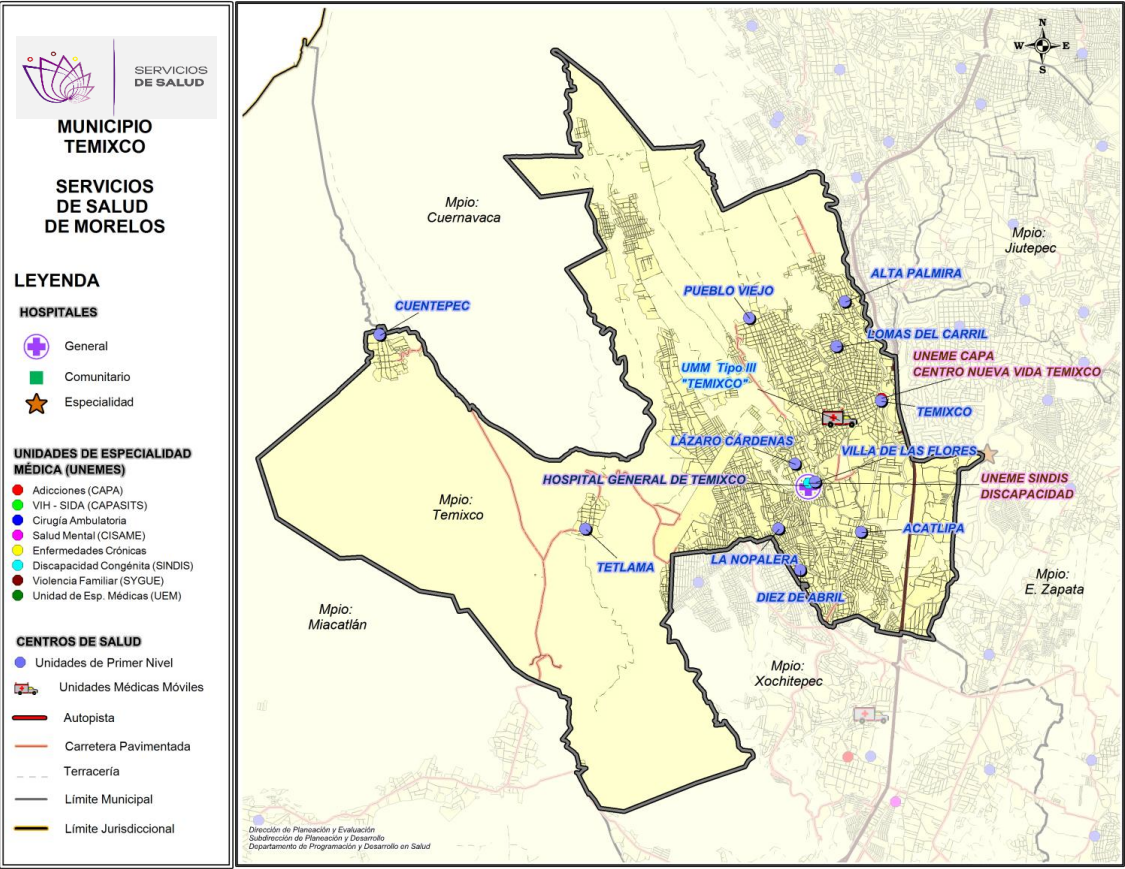
Ubicación Geografíca Servicios de Salud de Morelos en Temixco

El municipio de Temixco se encuentra en la Jurisdicción Sanitaria N.º 1 (Cuernavaca) del Estado de Morelos, junto con otros municipios como Coatetelco, Coatlán del Río, Cuernavaca, Emiliano Zapata, Huitzilac, Jiutepec, Mazatepec, Miacatlán, Temixco, Tetecala, Tepoztlán y Xochitepec.
La infraestructura de salud del municipio de Temixco incluye 14 unidades médicas, incluyendo 10 unidades de primer nivel, 1 unidad de segundo nivel y 3 unidades móviles que brindan servicios médicos a la población tanto en zonas urbanas como rurales.
Los Servicio(SSM), a través de la Subsecretaría de Salud del municipio es responsable de administrar 11 Centros de Salud (C.S.), que ofrecen servicios de consulta externa y medicina general. Estos Centros de Salud incluyen el C.S. Acatlipa, el C.S. Alta Palmira, el C.S. Cuentepec, el C.S. 10 de abril, el C.S. La Nopalera, el C.S. Lomas del Carril, el C.S. Pueblo Viejo, el C.S. Temixco, el C.S. Tetlama y el C.S. Villa de las Flores.
Además, el municipio cuenta con el Hospital General de Temixco "ENF. MARÍA DE LA LUZ DELGADO MORALES", una unidad médica de segundo nivel que brinda atención a la mayoría de los padecimientos que requieren hospitalización o atención de urgencias. También cuenta con 3 Unidades Médicas Móviles (UMM), compuestas por la UMM Tipo III Temixco, la UNEME CAPA Centro Nueva Vida Temixco y la UNEME SINDIS Discapacidad.
En el municipio de Temixco también se encuentran dos unidades clínicas: la Unidad de Medicina Familiar ISSSTE y la Clínica 16 IMSS Temixco (16 UMF IMSS), que ofrecen servicios a sus derechohabientes en un horario limitado. Además, hay varias clínicas privadas, consultorios médicos, laboratorios de análisis clínicos y farmacias privadas repartidos por todo el municipio, siendo la mayor concentración en las localidades de Acatlipa y Temixco.

## Deporte
El municipio cuenta con varias instalaciones deportivas, incluyendo canchas de fútbol y canchas para usos múltiples distribuidas en diferentes localidades. Además, el estadio deportivo de fútbol principal es el "Salvador Cisneros", ubicado en la Col. Lomas del Carril, y hay otras tres unidades deportivas dentro del municipio.
Otra importante instalación deportiva es la Unidad Deportiva de Acatlipa, ubicada en el pueblo del mismo nombre. Esta unidad cuenta con un estadio que cumple con los requisitos para la Tercera División del fútbol, en la que hace algunos años jugaron los Ceramiqueros de Acatlipa en la rama profesional. 
En general, el municipio ofrece una variedad de opciones deportivas para sus habitantes, incluyendo instalaciones para fútbol y otros deportes, lo que fomenta un estilo de vida saludable y activo en la comunidad.

## Medios y vías de comunicación

### Autopista

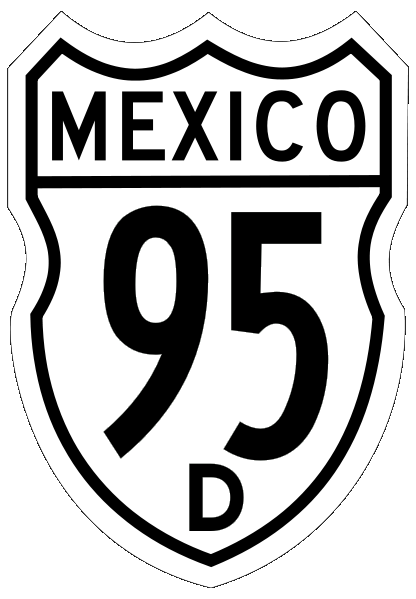

La Carretera Federal 95D o Autopista del Sol, México-Acapulco, cruza por el municipio de norte a sur, comunicando con los municipios de Cuernavaca y Xochitepec.

### Carreteras y Caminos
La única carretera federal que cruza por el municipio de norte a sur es la México-Acapulco Carretera Federal 95, la cual comunica con los municipios de Cuernavaca y Xochitepec. Además, existen carreteras estatales que conectan con otros municipios vecinos, como la Temixco-Emiliano Zapata y la Acatlipa-Tezoyuca. También hay carreteras municipales que comunican diferentes localidades dentro del municipio, tales como las que van desde el centro de la ciudad hacia la colonia Rubén Jaramillo, Pueblo Viejo, Santa Úrsula, así como del pueblo de Acatlipa a la colonia Aeropuerto del pueblo de Tetlama. Finalmente, el entronque de Xochicalco conecta los pueblos de Cuentepec y Tetlama.

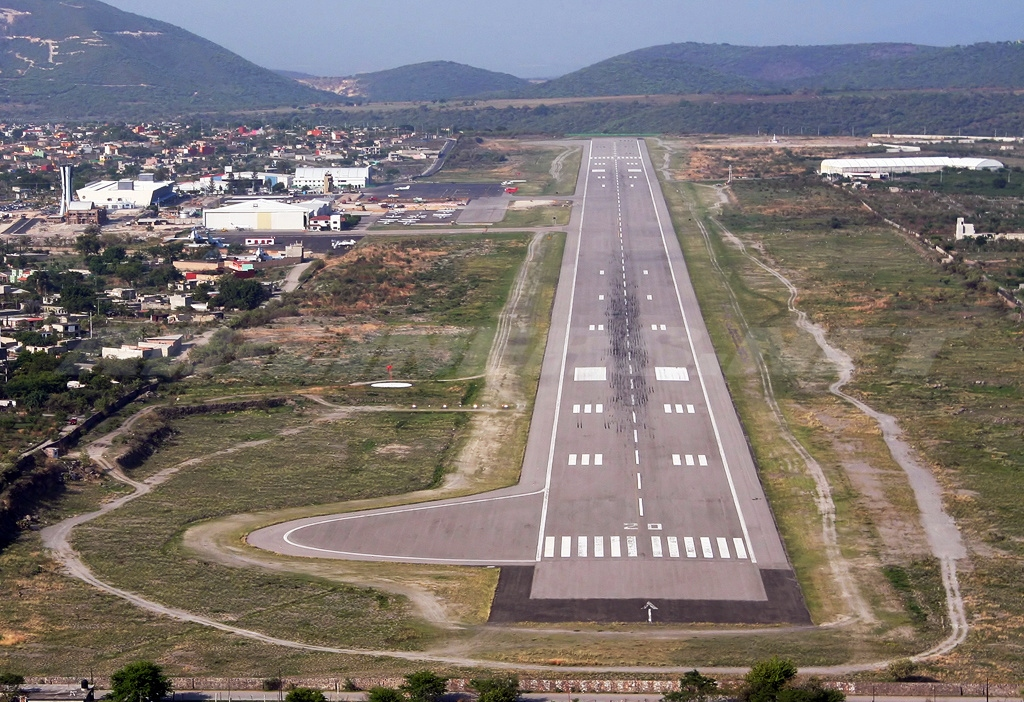
Aeropuerto de Cuernavaca

### Aeropuerto
El Aeropuerto Internacional General Mariano Matamoros, también conocido como Aeropuerto Internacional de Cuernavaca (Código IATA: CVJ), se encuentra en la colonia Aeropuerto del pueblo de Tetlama. Actualmente, no cuenta con vuelos comerciales disponibles, pero ofrece una variedad de servicios, incluyendo Operador de Base Fija (FBO), Mantenimiento, Reparación y Operaciones (MRO), Taxi Aéreo, Fotografía Aérea, Escuelas de Aviación y suministro de combustible, como la turbosina Jet A-1.

### Medios
El municipio recibe publicaciones de periódicos de circulación estatal y nacional, así como señales de la mayoría de las estaciones de radio del estado y de la Ciudad de México. Las señales de voz e imagen de los canales televisivos comerciales se captan a nivel local y nacional a través del Sistema de Microondas. Además, existen servicios de televisión por cable y satelital a través de empresas privadas que ofrecen suscripciones. El servicio telefónico está conectado al sistema de líneas directas de la ciudad de Cuernavaca.
Los poblados indígenas como Cuentepec y Tetlama también cuentan con una caseta telefónica, servicio domiciliario y móvil. En cada localidad, el servicio de telefonía celular se presta a través de diferentes paquetes económicos ofrecidos por tiendas departamentales y sucursales de compañías telefónicas privadas, y la cobertura depende del paquete adquirido. La única oficina de telecomunicaciones (telégrafos) se encuentra en el centro de la ciudad y ofrece servicio a las principales colonias de la ciudad, así como al pueblo de Acatlipa.

## Atractivos culturales y turísticos

### Monumentos históricos

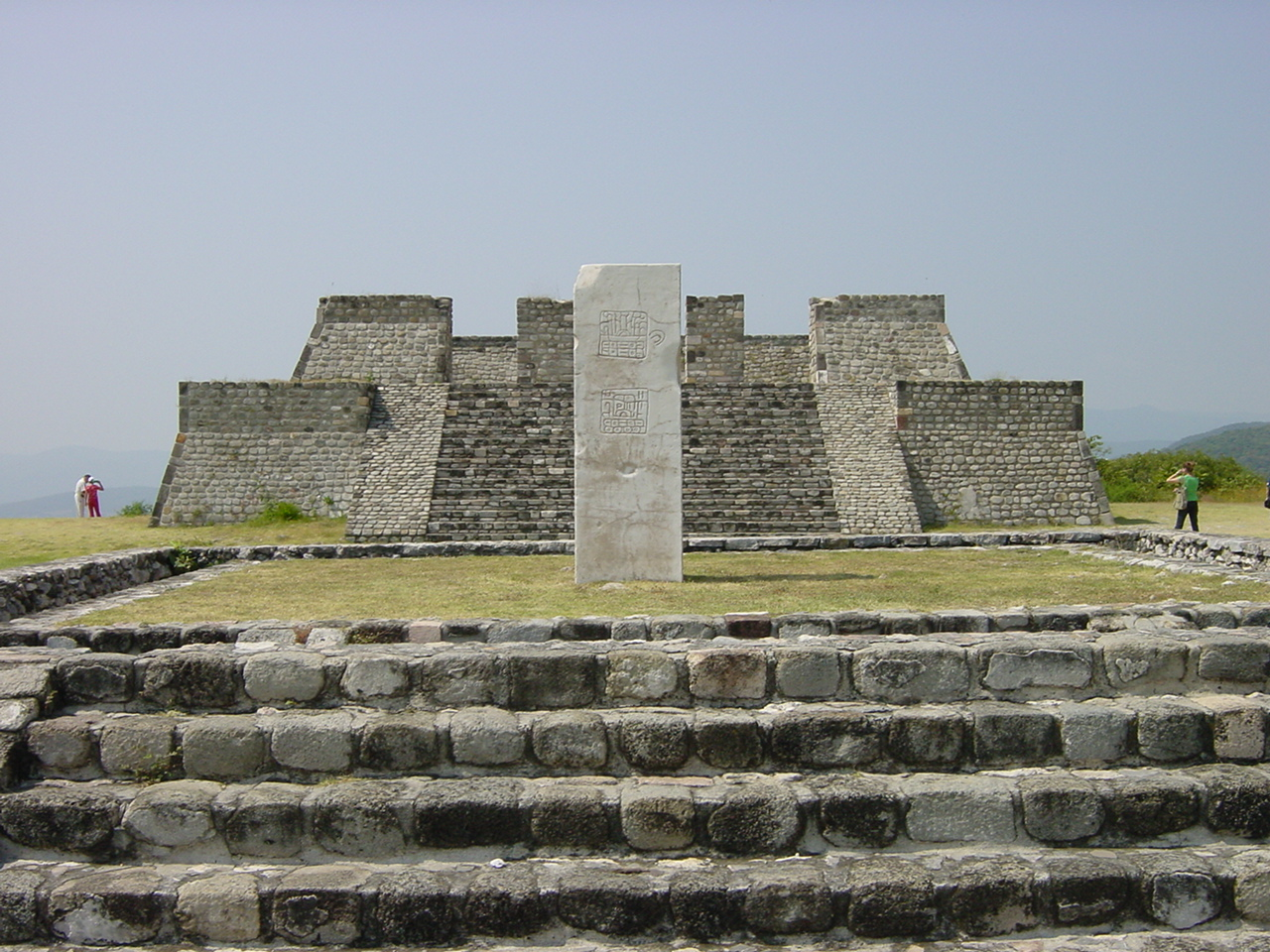
Ruinas de Xochicalco

- Zona arqueológica "Ruinas de Xochicalco"
- Exhacienda de Temixco, edificación del siglo XVII.
- Iglesia de la Inmaculada Concepción ahora llamada de Guadalupe, construida en el año 1697 (siglo XVII).
- Iglesia de la Asunción de María, Madre de las Parroquias y capillas que rodean Temixco Centro, fundada en 1952.
- Iglesia de San José, construida en 1952.
- Iglesia de Santiago Apóstol, construida en 1956.
- Iglesia de San Andrés Apóstol, construcción que data del siglo XVII.
- Iglesia de San Miguel, construcción que data del siglo XVII.
- Iglesia de San Agustín, construcción que data del siglo XVII.
- Monumento del Lic. Benito Juárez
- Hotel “Posada Temixco”, edificación del siglo XVII.
- Puente “La Costilla”, construcción que data del siglo XVII.

### Museos
- Museo de Sitio de Xochicalco: inaugurado el 10 de abril de 1996, en donde se exponen 600 piezas arqueológicas encontradas en la última excavación de esa zona.[56]

## Atractivos turísticos
Balneario Ojo de Agua
El Balneario Ojo de Agua es un parque acuático ubicado en la parte sur de la ciudad de Temixco, Morelos, México. Se puede llegar por vía terrestre partiendo desde la capital del estado, Cuernavaca. Este parque acuático cuenta con un manantial, toboganes, kamikase, boutique, restaurante, aguabar, albercas infantiles, pista de baile, área verde y un amplio estacionamiento. Es un lugar ideal para practicar la natación o simplemente tomar el sol.
Balneario Ex Hacienda de Temixco
El Balneario Exhacienda de Temixco es otro parque acuático ubicado en el centro de la ciudad de Temixco. Este parque acuático cuenta con 20 albercas, río de olas, tobogán clásico, alberca de olas y cuatro super toboganes: Toborama acuatubo, kamilancha, abismo negro y tororuedas; así como canchas deportivas, área de pic-nic, restaurante y estacionamiento. También es un lugar ideal para practicar la natación o simplemente tomar el sol.

## Costumbres y tradiciones

### Fiestas

#### Enero
El mes de enero comienza con la celebración de la Fiesta de Año Nuevo el 1 de enero. Esta festividad es popular en todo el municipio y se celebra con comida típica, jaripeo, música de viento, juegos mecánicos y juegos pirotécnicos.
El 20 de enero se lleva a cabo la Fiesta de San Sebastián Chala en el pueblo de Cuentepec. Esta fiesta religiosa dura 5 días y se celebra con misa, comida típica, jaripeos, música de viento, juegos pirotécnicos y baile.

#### Febrero
El 2 de febrero se celebra el Día de la Candelaria en el pueblo de Tetlama con comida típica, jaripeo, música de viento, juegos pirotécnicos y baile.

#### Marzo
En marzo se celebran dos aniversarios cívicos importantes. El 5 y 7 de marzo son los aniversarios de la creación del municipio y la elevación de rango de pueblo a Ciudad de Temixco. Durante tres días, el H. Ayuntamiento organiza festejos en la cabecera municipal con comida típica, jaripeos, música de viento, eventos culturales, juegos deportivos, juegos pirotécnicos, verbena popular y baile.

#### Abril
En Semana Santa, que es una celebración religiosa importante en todo el municipio pero en especial en la parroquia del centro la iglesia de la Asunción de María, se realizan misas, música y cantos religiosos, 13 procesiones y representaciones de la Pasión y Muerte de Cristo que recorren las principales del centro de Temixco, son procesiones que datan de más de 150 años de tradición del municipio.
El 2 de abril se celebra el aniversario de la fundación del pueblo de Acatlipa por segunda vez. Esta festividad dura 8 días y se celebra con comida típica, jaripeos, música de viento, juegos mecánicos, fuegos pirotécnicos y pelea de gallos.

#### Mayo
El 3 de mayo se celebra el Día de la Santa Cruz, una festividad religiosa en todo el municipio, especialmente en el pueblo de Acatlipa. Se lleva a cabo una procesión hacia el cerro de Las Cruces, se celebra la misa y se bendicen las cruces.

#### Julio
El 25 de julio se celebra una festividad religiosa en honor a Santiago Apóstol en la colonia Lomas del Carril. Esta festividad dura 8 días y se celebra con misa, comida típica, jaripeos, música de viento, juegos pirotécnicos, juegos mecánicos y pelea de gallos.

#### Agosto
Del 6 al 14 de agosto inicia la novena en honor a la patrona de Temixco, una celebración en la cual todas las comunidades cercanas se preparan para ir en peregrinación hacia el templo de la Asunción del centro del municipio. 
El 9 de agosto se celebra el aniversario Parroquial del templo de la Asunción. Ya que se funda la primera Parroquia de Temixco en el año de 1952, está iglesia vendría siendo la madre de todas las parroquias vecinas. 
El 13 de agosto se celebra la tradicional “dormición de María” en la parroquia del centro de Temixco, con dicha celebración inicia la fiesta Patronal del Municipio, preparándonos para el festejo mayor que es el 15 de Agosto, en la Dormición se acostumbra acostar la imagen patronal y se realiza una procesión ya por la noche del mismo día y hay varias actividades religiosas y culturales. 
El 14 de Agosto, tradición de Temixco hacer el recorrido del Gallito de aproximadamente 2 metros de alto, en donde la comunidad acompañaba bailando con chinelos y banda de música por las principales calles anunciando y festejando que se acerca su fiesta del pueblo. 
El 15 de Agosto “FIESTA PATRONAL DE NTRA SRA DE LA ASUNCIÓN” este día las casas se visten de gala adornando sus fachadas para ver pasar la venerada imagen patronal de la virgen Asunta al cielo. 
El 28 de agosto se celebra una festividad religiosa en honor a San Agustín, santo patrón del pueblo de Tetlama. La festividad incluye misa, comida típica, jaripeo, fuegos pirotécnicos y baile.

#### Septiembre
El 15 y 16 de septiembre son las Fiestas Patrias, una celebración cívica en todo el municipio que dura 8 días y que incluye el tradicional grito de independencia, así como el desfile, música de viento y mariachi, jaripeos, juegos mecánicos, fuegos pirotécnicos, actividades culturales, juegos deportivos, verbena popular y baile.
29 de septiembre: Fiesta religiosa en honor a San Miguel Arcángel, santo patrón del pueblo de Cuentepec, que dura 5 días y cuenta con misas, comida típica, jaripeos, juegos pirotécnicos y baile.

#### Noviembre
2 de noviembre: Día de Muertos, una celebración en todo el municipio que incluye misas, comida típica y visitas a los panteones.
20 de noviembre: Inicio de la Revolución Mexicana, celebración cívica en todo el municipio que dura 8 días con desfiles deportivos, comida típica, juegos mecánicos, jaripeos, fuegos pirotécnicos y baile.
30 de noviembre: Fiesta religiosa en honor a San Andrés Apóstol, santo patrón del pueblo de Acatlipa, que dura 8 días y cuenta con mañanitas, misas, comida típica, jaripeos, música de viento, juegos mecánicos, juegos pirotécnicos, peleas de gallos y baile.

#### Diciembre
9 de diciembre: Fiesta religiosa en honor a San Juan Diego, que se celebra en la colonia Lomas de Guadalupe con mañanitas, misas y música de viento.
12 de diciembre: Día de la Virgen de Guadalupe, fiesta religiosa que se celebra en todo el municipio, principalmente en la colonia Lomas de Guadalupe, con mañanitas, misas, comida típica, cantos religiosos, música de viento y jaripeos.
24 y 25 de diciembre: Fiesta de Navidad, celebración popular en todo el municipio que dura 8 días con la tradicional cena de Nochebuena con comida típica, misas, jaripeos, música de viento, juegos mecánicos, juegos pirotécnicos y baile.

### Tradiciones
El Día de los Santos Reyes, celebrado el 6 de enero, es una festividad religiosa en la que se conmemora la llegada de los Reyes Magos al portal de Belén para adorar al niño Jesús. Una de las tradiciones más populares en este día es que los niños escriben su "Carta a los Reyes Magos" para hacerles sus deseos y peticiones, y esperan con ilusión que los Reyes les traigan sus regalos. Además, es común reunirse en familia y partir la tradicional rosca de reyes. Aquellas personas que encuentran un muñequito en su porción de rosca, se convierten en los "padrinos" y deben hacer tamales y atole para la celebración del Día de la Candelaria, que se lleva a cabo el 2 de febrero.
Durante las festividades religiosas de Semana Santa, también se llevan a cabo diversas actividades en la ciudad, como las procesiones y representaciones de la Pasión y Muerte de Cristo. Estas celebraciones se han denominado recientemente "concilios". El Jueves Santo se realiza la representación de algunos pasajes de la vida de Jesús en el atrio de la iglesia de la Asunción de María en el centro de Temixco, en misma parroquia el Viernes Santo se lleva a cabo la representación de La Pasión o el camino a la cruz (Vía Crucis), así como se representa la muerte de Cristo en la cruz, el Sábado de Gloria se realiza la vigilia pascual y el Domingo de Pascua se celebra la Resurrección de Jesús.
El día de la Santa Cruz se celebra en el pueblo de Acatlipa una procesión hacia el Cerro de las Tres Cruces, donde se colocan cruces nuevas o se renuevan las existentes. Estas cruces se adornan con colores y flores de papel, y se realiza una misa en la cima del cerro. Además, se celebra el día del Albañil y se colocan cruces en las construcciones.
El día de la Asunción de María 13, 14 y 15 de Agosto, se acostumbra la tradicional dormición de su imagen patronal de la Virgen, así como el recorrido con chinelos acompañando al tradicional gallito que recorre las principales calles y el mero día de la fiesta los habitantes esperan con emocional la piadosa procesión de la Virgen María que pasa a bendecir las calles y familias. 
En el municipio, se acostumbra poner cruces de pericón sobre las puertas de las casas para celebrar el día de San Miguel y evitar que entre el diablo.
Durante las festividades de Todos los Santos y Fieles Difuntos, se coloca un altar en las casas para ofrecer comida, bebida y objetos que acostumbraban los difuntos. El día 3, se reparte la ofrenda entre familiares y vecinos, y durante los dos primeros días principales, se llevan flores a las tumbas de los seres queridos.
Para celebrar la aparición de la Virgen de Guadalupe, el 11 de diciembre se realiza una procesión con la imagen de la Virgen y de San Juan Diego por las calles de la Colonia de Lomas de Guadalupe. El 12 de diciembre, se llevan mañanitas a las iglesias y lugares donde haya una imagen de la Virgen María, y se realizan misas durante el día y la noche. Los niños son vestidos de "inditos", con pantalones y camisas de manta, sombreros, pañuelos y huaraches, y se les pintan bigotes con "tizne" en representación de Juan Diego.

### Danzas
La Danza de los Tecuanes es un famoso baile autóctono de México, en el cual se desarrolla una comedia mímica con alaridos guturales. Durante la danza, un hombre disfrazado de tigre, mal llamado lobo, es perseguido por una comparsa de vestidos estrafalarios, quienes disparan trabucos hasta que finalmente el tigre es lanzado y muerto con rituales desconocidos.
Esta danza se solía bailar durante los ritos religiosos y en la fiesta en honor a la Virgen de Guadalupe el 12 de diciembre en el pueblo (ciudad) de Temixco. Sin embargo, las autoridades municipales suspendieron la danza por considerarla una tradición escandalosa que atemoriza a los concurrentes con comparsas y sayones que realizan maldades. El hecho de que una vez mataron de verdad al "lobo" de los Tecuanes también contribuyó a la suspensión de la danza.

Otra danza tradicional en el municipio es el Brinco del Chinelo, de origen regional, que se baila en las principales fiestas del municipio. Las compañías o comparsas constan de más de 30 miembros y están encabezadas por un abanderado con la leyenda de la "hermandad". Al son de las bandas de música de viento de cada grupo, bailan sin descansar por las calles del pueblo, pero por distintos rumbos, para anunciar la celebración.

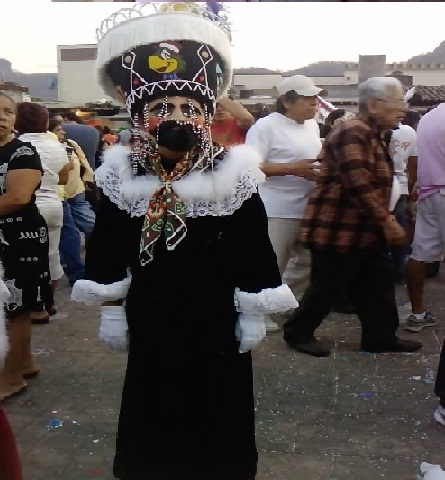
Brinco chinelo

### Artesanías
Alfarería
En Cuentepec elaboran cómales y vasijas de barro.
Cestería
En Cuentepec los cestos de carrizo son el principal producto.
Cerámica
En Acatlipa y Temixco, destacan las figuras variadas y vajillas de cerámica.
Fuegos pirotécnicos
En Temixco, se elaboran castillos artificiales, cohetes, palomas, etc.
Prendas tradicionales
En Temixco, son elaboradas toda clase de prendas típicas.

## Principales localidades

### Cabecera Municipal

#### Temixco

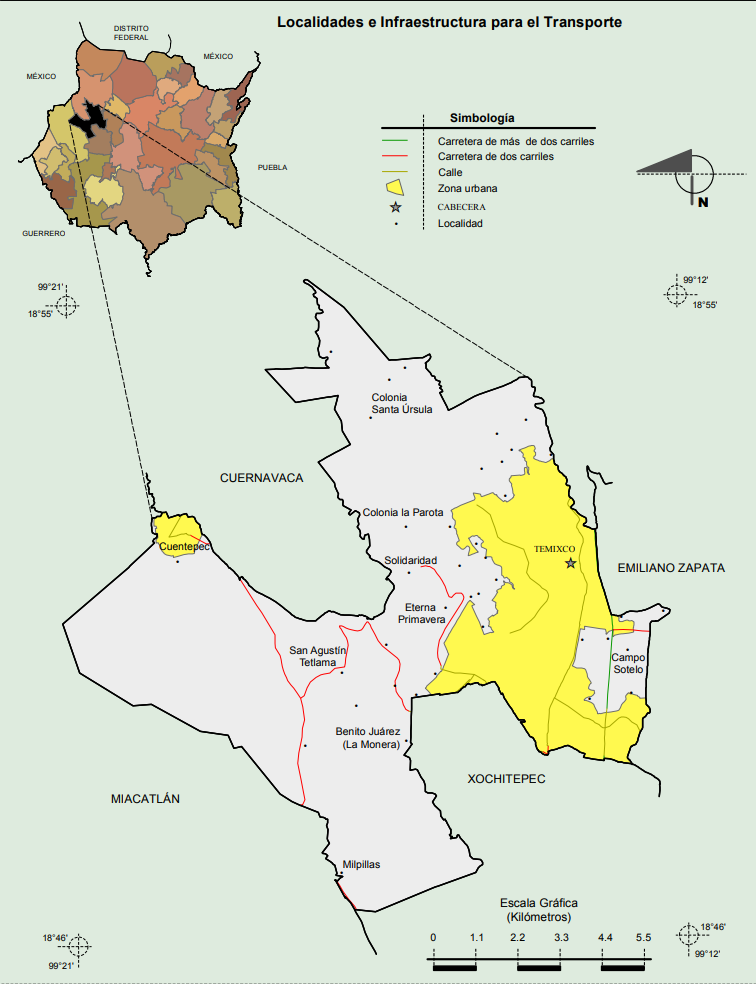
Localidades e Infraestructura para el transporte

Sus principales actividades económicas son las agropecuarias (floricultura), industriales y el comercio. Tiene una distancia aproximada a la capital del estado de 8 km, actualmente cuenta con 17 colonias y 12 fraccionamientos.

#### Acatlipa
Su actividad básica es la industria de la cerámica, seguido por el comercio y actividades de tipo agrícola. Su distancia aproximada a la cabecera municipal es de 2 km, y cuenta con 13 colonias y 2 fraccionamientos.
La comunidad cuenta con una variedad de opciones gastronómicas, entre las que destacan los tacos de Doña Lupe y las quesadillas Ofelia. Uno de los lugares más populares para degustar estos platillos es La Placita, que atrae a visitantes de otras localidades e incluso de otros municipios y estados.
Además de la gastronomía, la comunidad también se caracteriza por sus eventos culturales, especialmente los relacionados con la danza del chinelo. Esta danza se realiza dos veces al año: el 2 de abril, para celebrar el surgimiento de la comunidad como tal; y el 30 de noviembre, para festejar a la parroquia del poblado que lleva por nombre San Andrés Apóstol. Los habitantes de la comunidad y de otras aledañas recorren las calles del poblado con sus coloridos trajes y máscaras, al ritmo de la música tradicional.
Otro de los lugares más concurridos por la población de este lugar, es el zócalo, mismo en donde la gente se reúne para disfrutar un momento agradable en compañía de su familia, amigos o pareja. Ahí mismo se deleitan con antojitos mexicanos, o quizás un helado, para aprovechar su estancia.

#### San Sebastián Cuentepec
Es un pueblo indígena, en donde la actividad preponderante es la agricultura, siendo los principales cultivos el maíz y el frijol, además, se crían aves de corral y puercos. Su distancia aproximada a la cabecera municipal es de 45 km, y solo tiene 1 colonias.

#### San Agustín Tetlama
Es un pueblo indígena, a solo 40 km, de la cabecera municipal, teniendo como actividad preponderante la agropecuaria (maíz y frijol), y se crían aves de corral y puercos. 2 colonias existen en este pueblo.

#### Pueblo Viejo
Es una localidad de menor importancia, a solo 10 km de la cabecera municipal. Su actividad preponderante es la agricultura, así como la cría de aves de corral y la cría de puercos. Este poblado solo tiene 3 colonias

#### Lomas del Carril
Localidad situada a no más de 2km de la cabecera municipal. Popular por su corral de toros, el Sector de Seguridad Pública, las iglesias de "Santiago Apóstol" y "Las Mínas" y las bases de la ruta 16 y de los Microbuses Generación 2000.

#### Santos degollado
Localidad situada a 3 km de la cabecera municipal popular su monumento a santos degollado develado en 1961.

## Política

### Presidentes municipales
| Título                                    | Presidente Municipal       | Partido político | Partido político                     | Inicio del mandato      | Término del mandato     | Notas                                                                        |
| ----------------------------------------- | -------------------------- | ---------------- | ------------------------------------ | ----------------------- | ----------------------- | ---------------------------------------------------------------------------- |
| 1.er Presidente Municipal Constitucional  | Pablo Robles Martínez      |                  | Partido Nacional Revolucionario      | 1930                    | 1931                    | Primer Presidente Municipal Constitucional                                   |
| 2.º Presidente Municipal Constitucional   | Alberto Flores Mendoza     |                  | Partido Nacional Revolucionario      | 1932                    | 1933                    |                                                                              |
| 3.er Presidente Municipal Constitucional  | Antonio Gutiérrez Alcocer  |                  | Partido Nacional Revolucionario      | 1934                    | 1935                    |                                                                              |
| 4.º Presidente Municipal Constitucional   | Juan Pérez                 |                  | Partido Nacional Revolucionario      | 1936                    | 1937                    |                                                                              |
| 5.º Presidente Municipal Constitucional   | Benjamín Arroyo Pérez      |                  | Partido de la Revolución Mexicana    | 1938                    | 1939                    |                                                                              |
| 6.º Presidente Municipal Constitucional   | Román Cortés Salgado       |                  | Partido de la Revolución Mexicana    | 1940                    | 1941                    |                                                                              |
| 7.º Presidente Municipal Constitucional   | Salvador Villareal Avilés  |                  | Partido de la Revolución Mexicana    | 1942                    | 1943                    |                                                                              |
| 9.º Presidente Municipal Constitucional   | Santos Villa Ocampo        |                  | Partido de la Revolución Mexicana    | 1944                    | 1945                    |                                                                              |
| 10.º Presidente Municipal Constitucional  | David Estrada Hernández    |                  | Partido Revolucionario Institucional | 1946                    | 1947                    |                                                                              |
| 11.er Presidente Municipal Constitucional | Evaristo Figueroa López    |                  | Partido Revolucionario Institucional | 1948                    | 1949                    |                                                                              |
| 12.º Presidente Municipal Constitucional  | Francisco Ruiz             |                  | Partido Revolucionario Institucional | 1950                    | 1952                    |                                                                              |
| 13.er Presidente Municipal Constitucional | Miguel Gómez               |                  | Partido Revolucionario Institucional | 1953                    | 1954                    |                                                                              |
| 14.º Presidente Municipal Constitucional  | Hermenegildo L. Camacho    |                  | Partido Revolucionario Institucional | 1 de enero de 1955      | 31 de diciembre de 1957 |                                                                              |
| 15.º Presidente Municipal Constitucional  | Apolinar Villareal Avilés  |                  | Partido Revolucionario Institucional | 1 de enero de 1958      | 31 de diciembre de 1960 |                                                                              |
| 16.º Presidente Municipal Constitucional  | Samuel Pérez               |                  | Partido Revolucionario Institucional | 1 de enero de 1961      | 31 de diciembre de 1963 |                                                                              |
| 17.º Presidente Municipal Constitucional  | Jesús Domínguez            |                  | Partido Revolucionario Institucional | 1 de enero de 1964      | 31 de diciembre de 1966 |                                                                              |
| 18.º Presidente Municipal Constitucional  | Rafael Guzmán              |                  | Partido Revolucionario Institucional | 1 de enero de 1967      | 31 de diciembre de 1969 |                                                                              |
| 19.º Presidente Municipal Constitucional  | Miguel García Pérez        |                  | Partido Revolucionario Institucional | 1 de enero de 1970      | 31 de diciembre de 1972 |                                                                              |
| 21.º Presidente Municipal Constitucional  | Salvador Godínez Velázquez |                  | Partido Revolucionario Institucional | 1 de enero de 1973      | 31 de diciembre de 1975 |                                                                              |
| 22.º Presidente Municipal Constitucional  | Vicente Ortega             |                  | Partido Revolucionario Institucional | 1 de enero de 1976      | 31 de diciembre de 1978 |                                                                              |
| 23.º Presidente Municipal Constitucional  | Ricardo Ariza              |                  | Partido Revolucionario Institucional | 1 de enero de 1979      | 31 de diciembre de 1981 |                                                                              |
| 24.º Presidente Municipal Constitucional  | Antonio Villa Hernández    |                  | Partido Revolucionario Institucional | 1 de enero de 1982      | 31 de diciembre de 1984 |                                                                              |
| 25.º Presidente Municipal Constitucional  | Ezequiel Olguín            |                  | Partido Revolucionario Institucional | 1 de enero de 1985      | 31 de diciembre de 1987 |                                                                              |
| 26.º Presidente Municipal Constitucional  | Alberto Figueroa           |                  | Partido Revolucionario Institucional | 1 de enero de 1988      | 31 de diciembre de 1990 |                                                                              |
| 27.º Presidente Municipal Constitucional  | Salvador Ortiz             |                  | Partido Revolucionario Institucional | 1 de enero de 1991      | 31 de diciembre de 1993 |                                                                              |
| 28.º Presidente Municipal Constitucional  | Fidel Deméner              |                  | Partido Revolucionario Institucional | 1 de enero de 1994      | 31 de diciembre de 1996 |                                                                              |
| 29.º Presidente Municipal Constitucional  | Aurelio Villa              |                  | Partido Revolucionario Institucional | 1 de enero de 1997      | 31 de diciembre de 1999 |                                                                              |
| 30.º Presidente Municipal Constitucional  | Floriberto Miranda Bahena  |                  | Partido Acción Nacional              | 1 de enero de 2000      | 31 de diciembre de 2002 | Primer presidente municipal emanado del Partido Acción Nacional              |
| 31.º Presidente Municipal Constitucional  | Miguel Ángel Colín Nava    |                  | Partido Acción Nacional              | 1 de enero de 2003      | 31 de diciembre de 2005 |                                                                              |
| 32.º Presidente Municipal Constitucional  | Javier Orihuela Garcia     |                  | Partido de la Revolución Democrática | 1 de enero de 2006      | 31 de diciembre de 2008 | Primer presidente municipal emanado del Partido de la Revolución Democrática |
| 33.º Presidente Municipal Constitucional  | Nereo Bandera Zavaleta     |                  | Partido Revolucionario Institucional | 1 de enero de 2009      | 31 de diciembre de 2011 |                                                                              |
| 34.º Presidente Municipal Constitucional  | Miguel Ángel Colín Nava    |                  | Partido de la Revolución Democrática | 1 de enero de 2012      | 31 de diciembre de 2015 |                                                                              |
| 35.º Presidenta Municipal Constitucional  | Gisela Mota Ocampo         |                  | Partido de la Revolución Democrática | 1 de enero de 2016      | 2 de enero de 2016      | Asesinada un día después de asumir el cargo                                  |
| Presidenta Municipal Sustituta            | Irma Camacho               |                  | Partido de la Revolución Democrática | 3 de enero de 2016      | 18 de julio de 2017     | Asume el cargo por la muerte de Gisela Mota. Fallece en el cargo             |
| Presidenta Municipal Sustituta            | Juana Ocampo Domínguez     |                  | Partido de la Revolución Democrática | 11 de agosto de 2017    | 31 de diciembre de 2017 | Designada por la LIII Legislatura                                            |
| 36.º Presidenta Municipal Constitucional  | Jazmín Juana Solano López  |                  | Morena                               | 2 de enero de 2018      | 30 de diciembre de 2021 |                                                                              |
| 37.º Presidenta Municipal Constitucional  | Juana Ocampo Domínguez     |                  | Morena                               | 31 de diciembre de 2021 | 29 de diciembre de 2024 |                                                                              |
| 38.º Presidente Municipal Constitucional  | Israel Piña Labra          |                  | Partido Acción Nacional              | 30 de diciembre de 2024 |                         |                                                                              |

### Relaciones Internacionales

#### Hermanamientos
- Commerce, Estados Unidos (2008)
- Ontario, Estados Unidos (2008)[61]
- Clarence Valley, Australia (2014)[62]